# 啟鑽苑

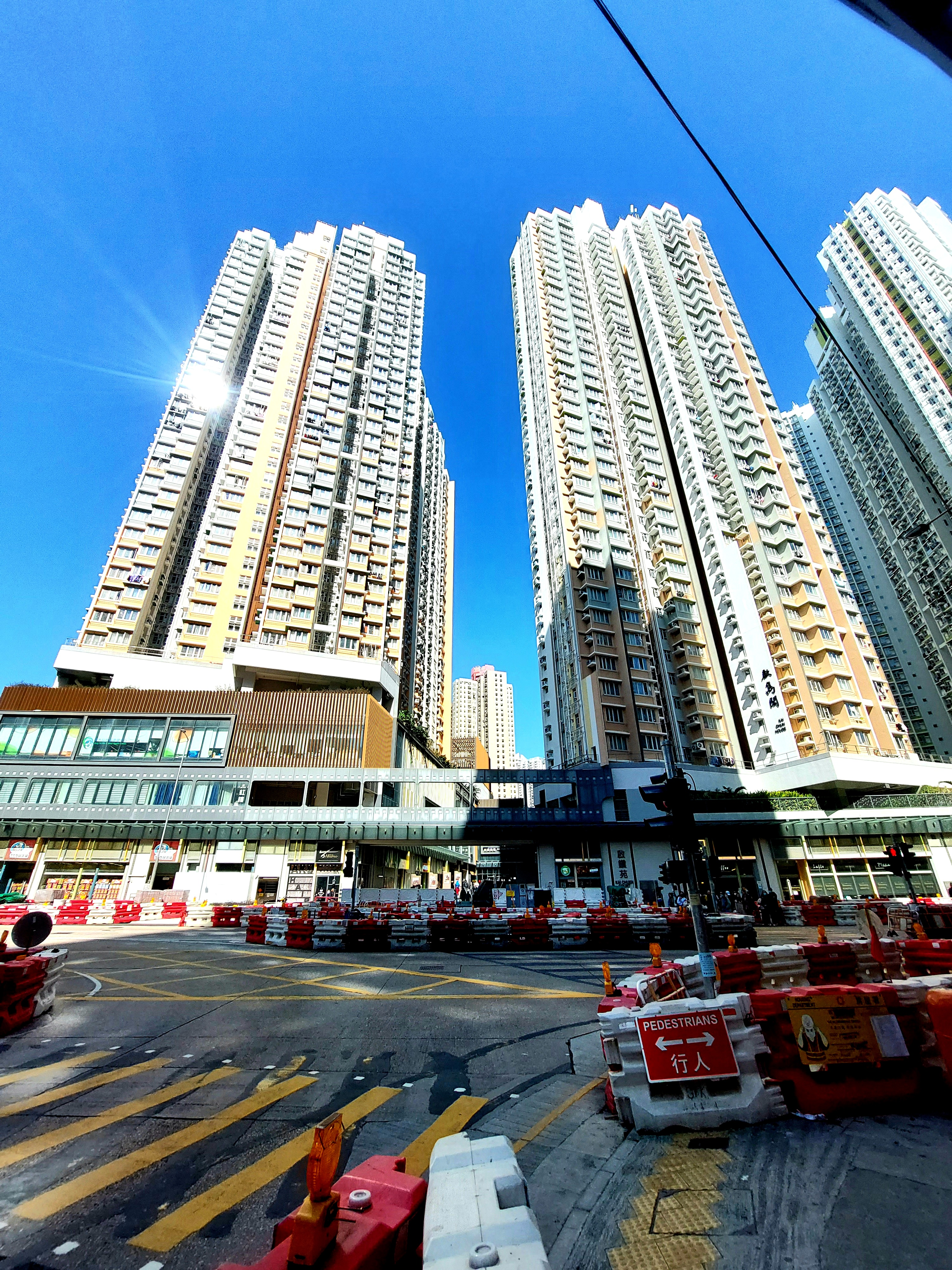
啟鑽苑公屋部份

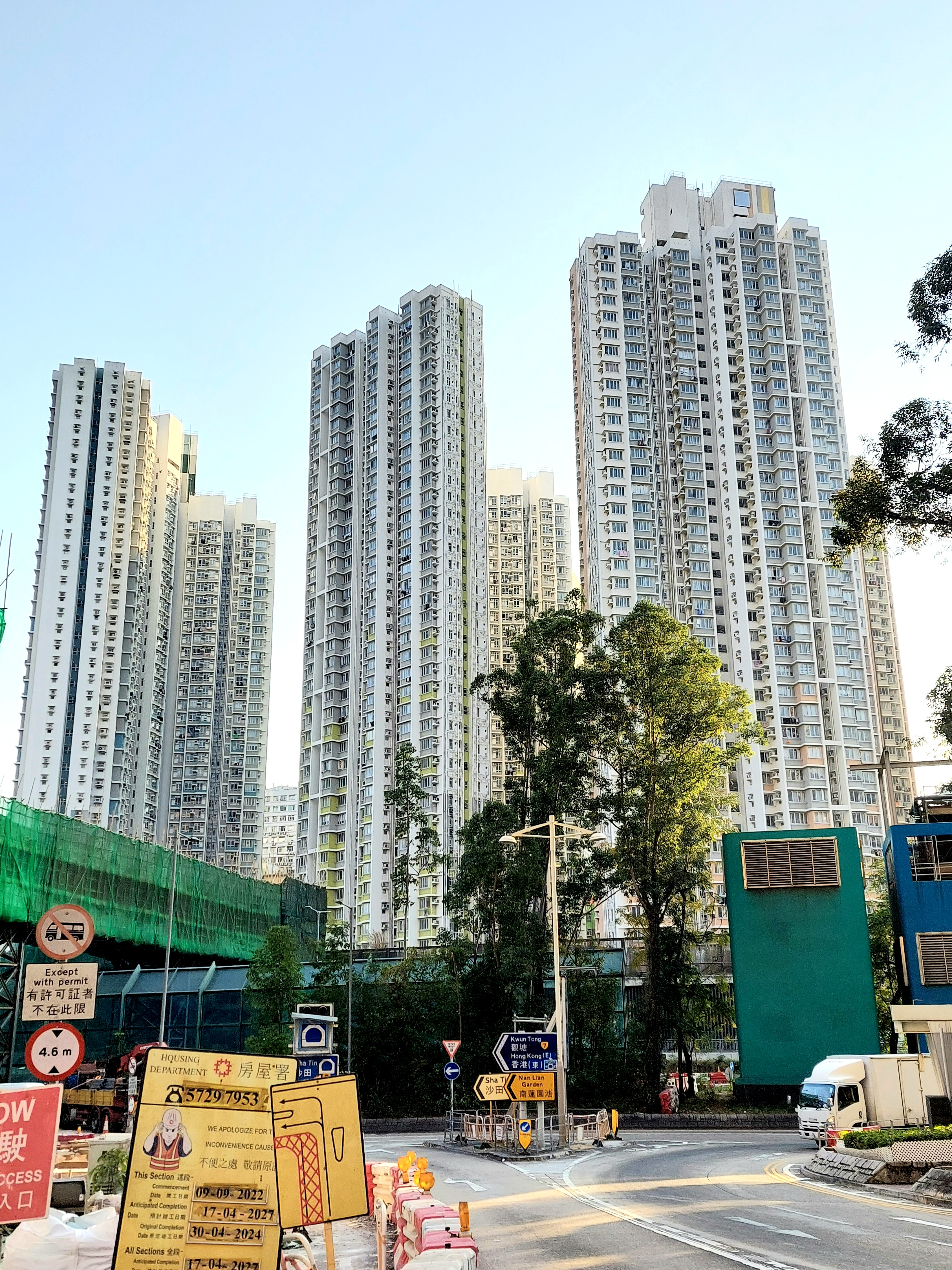
啟鑽苑綠置居部份

啟鑽商場東面及星形雕塑

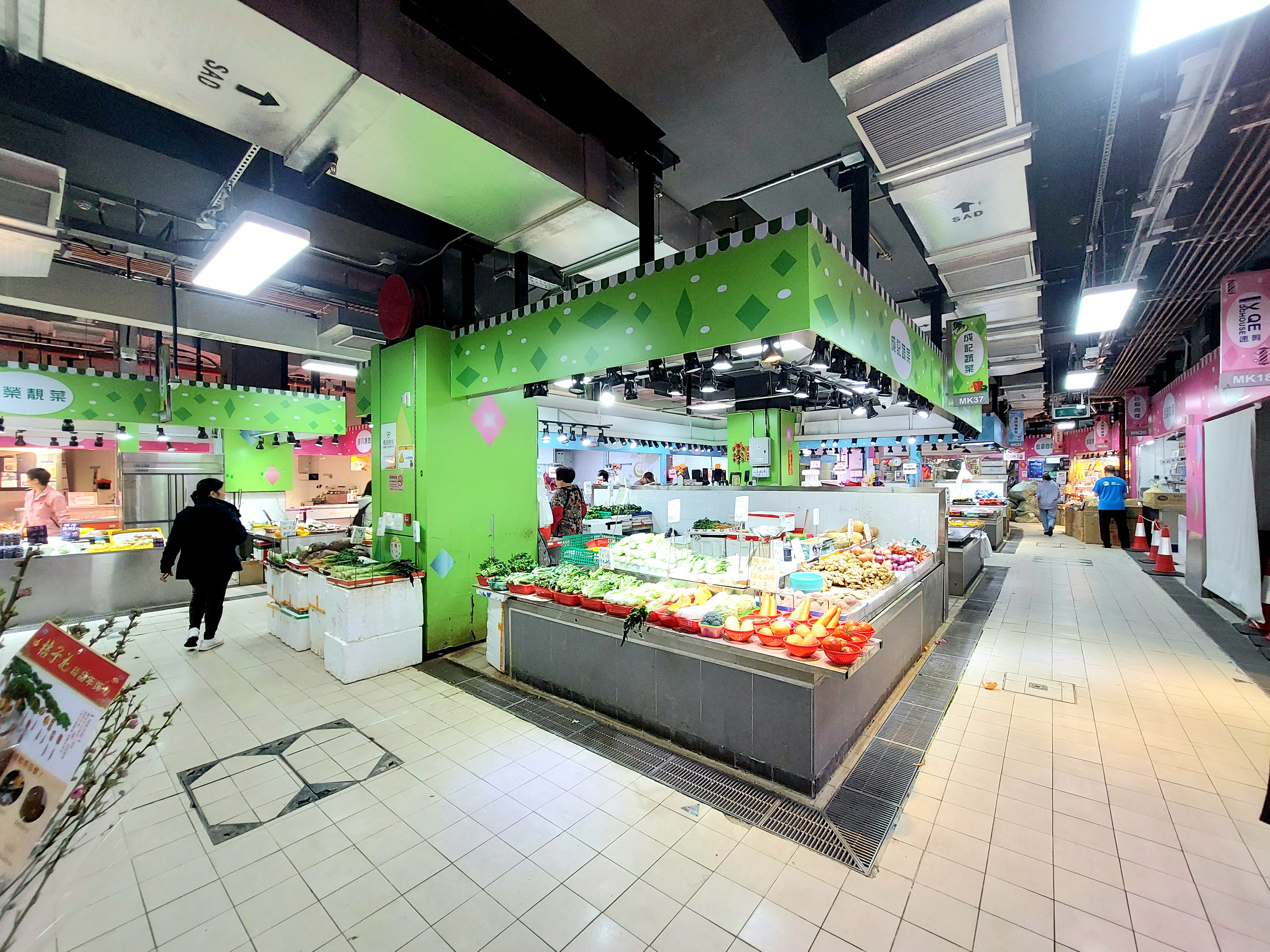
啟鑽（萬有）街市（已結業）

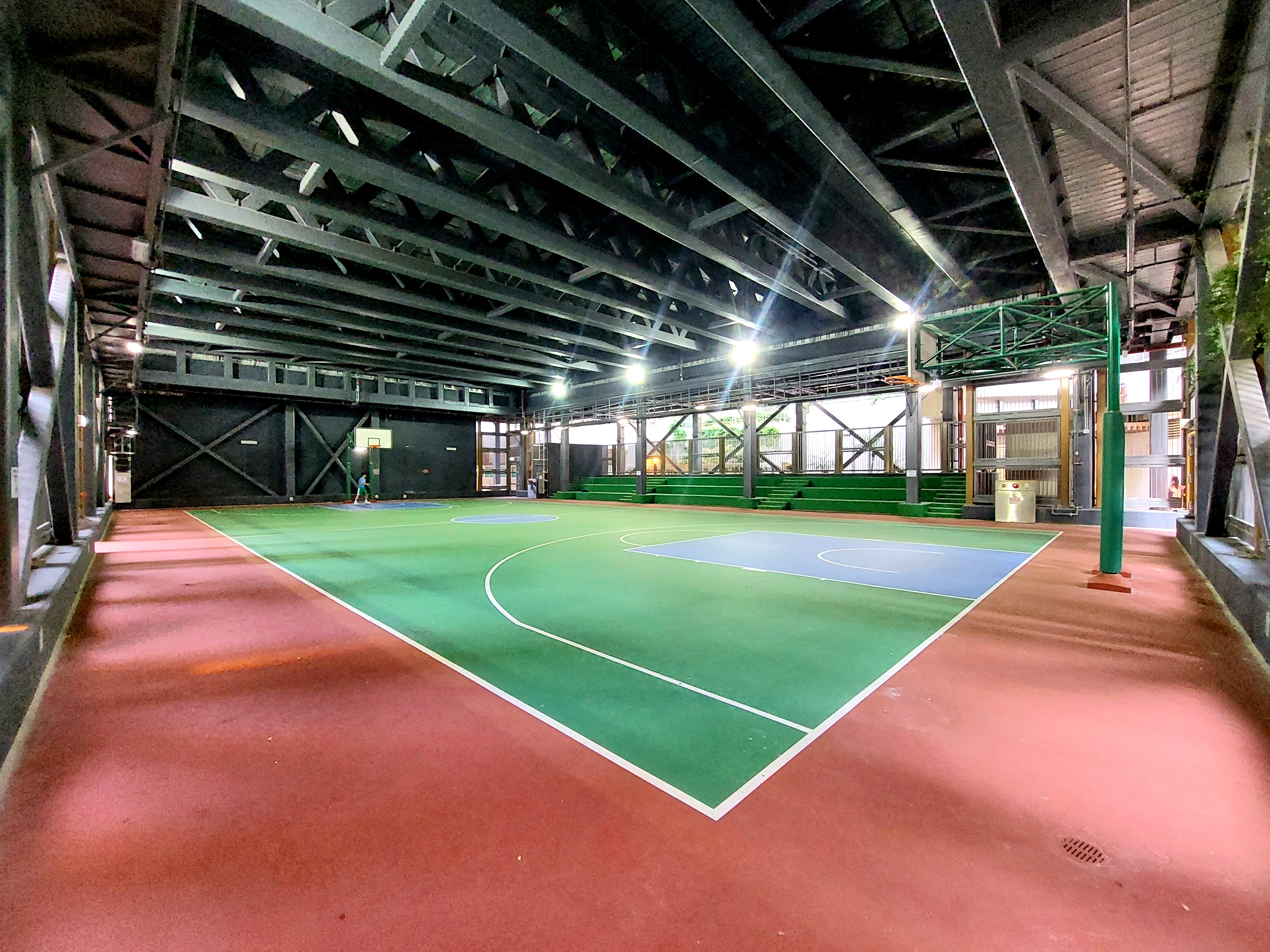
籃球場

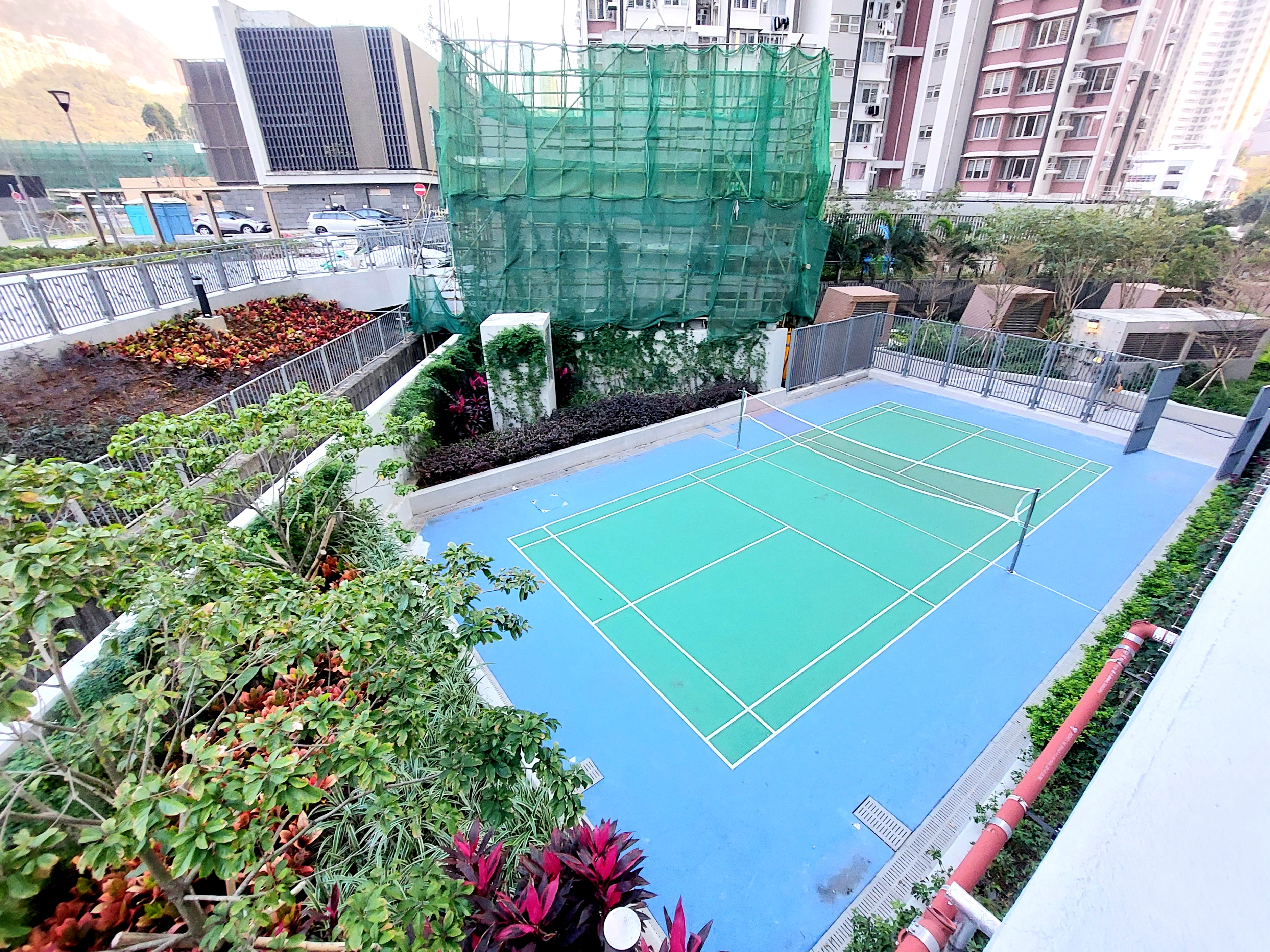
羽毛球場

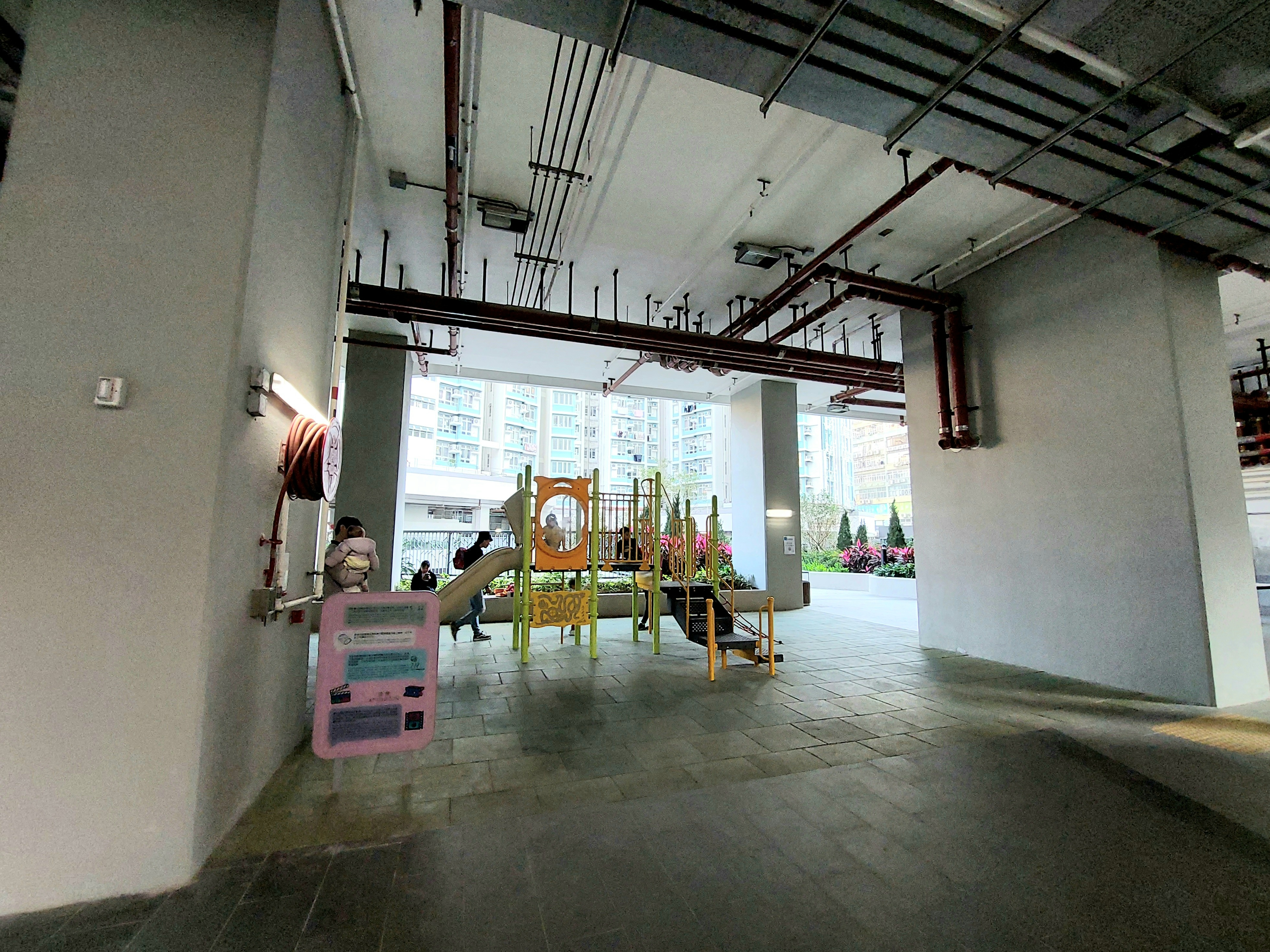
滑梯

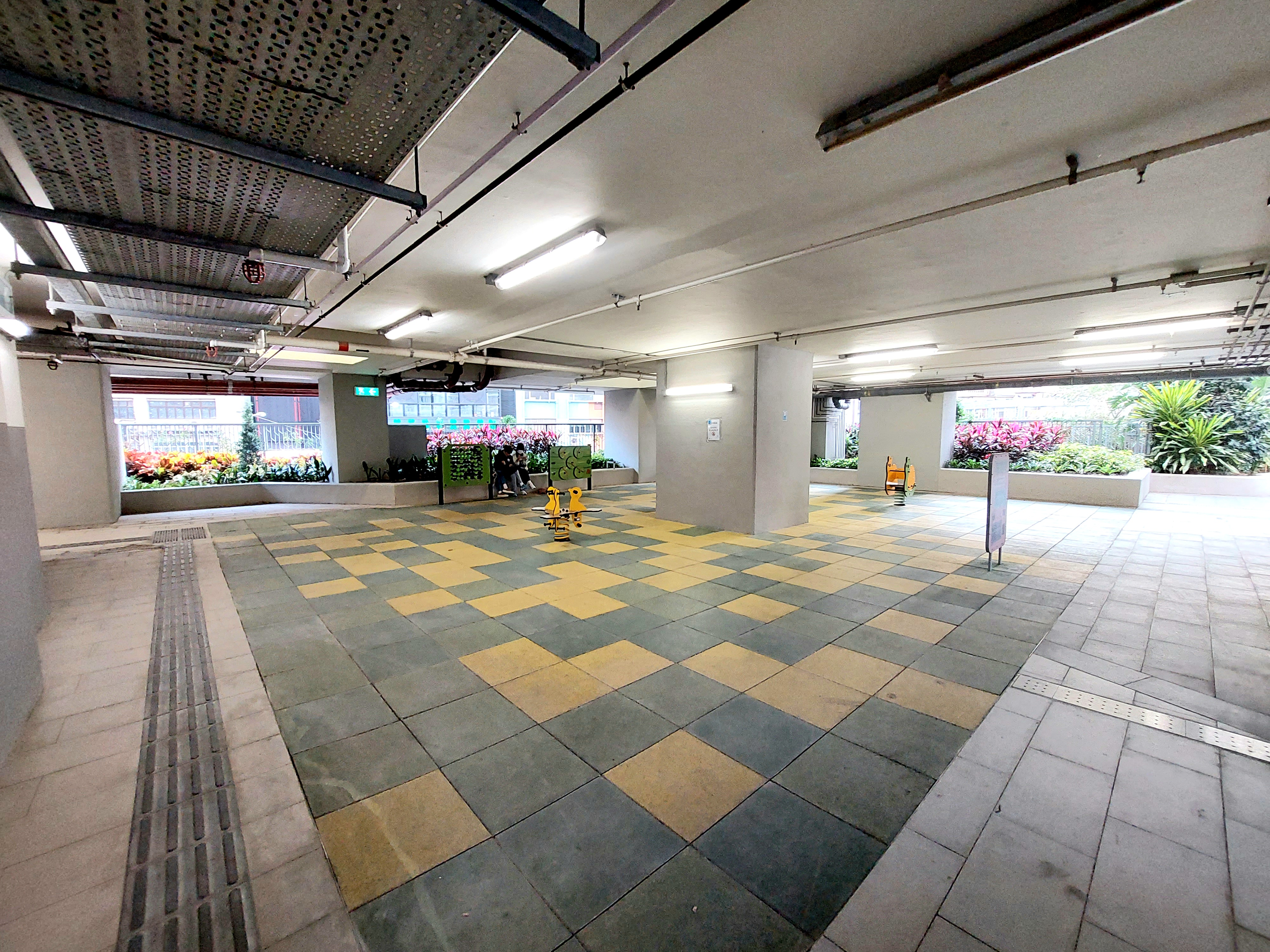
彈簧椅

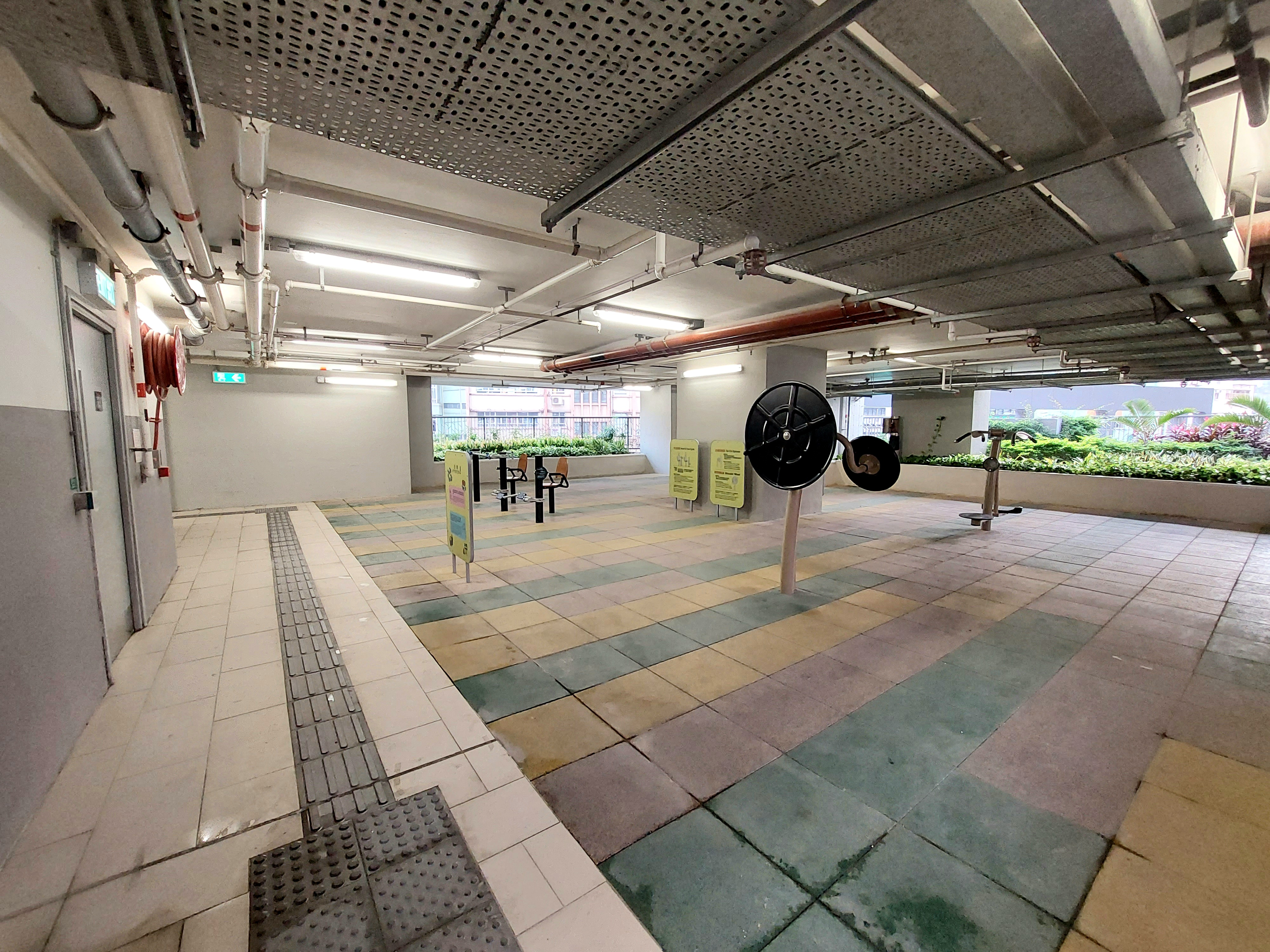
健身區

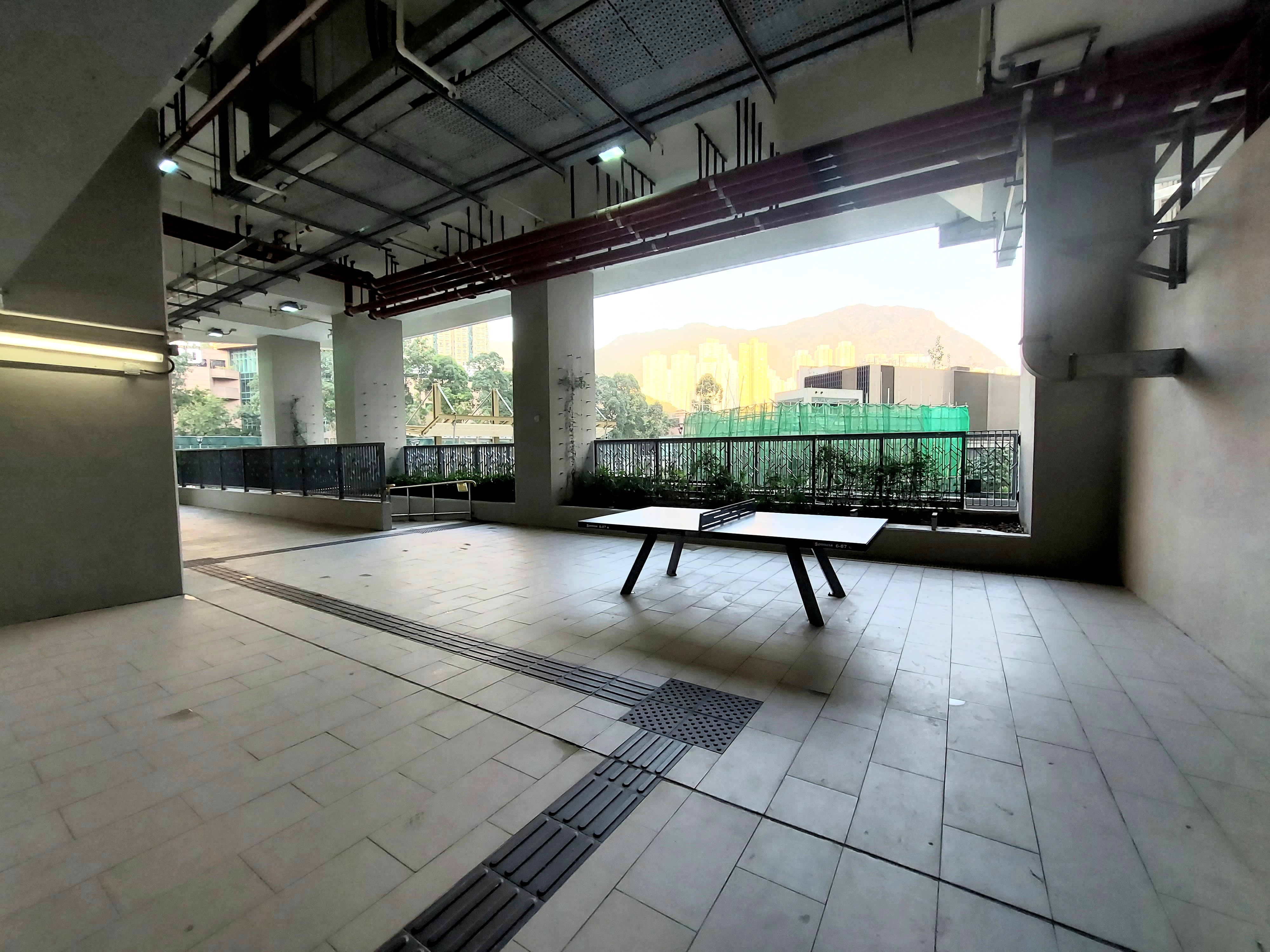
乒乓球枱

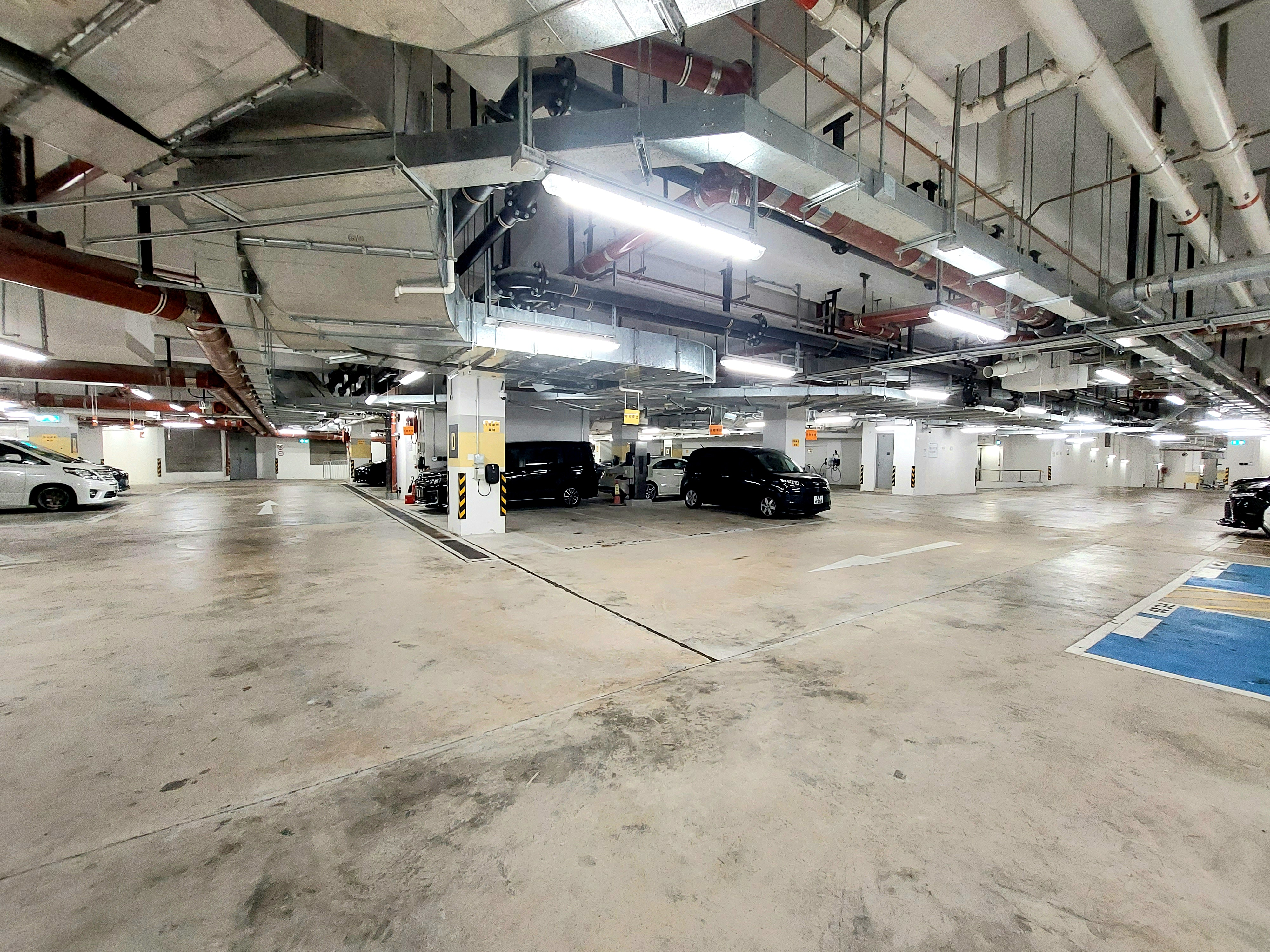
地庫停車場

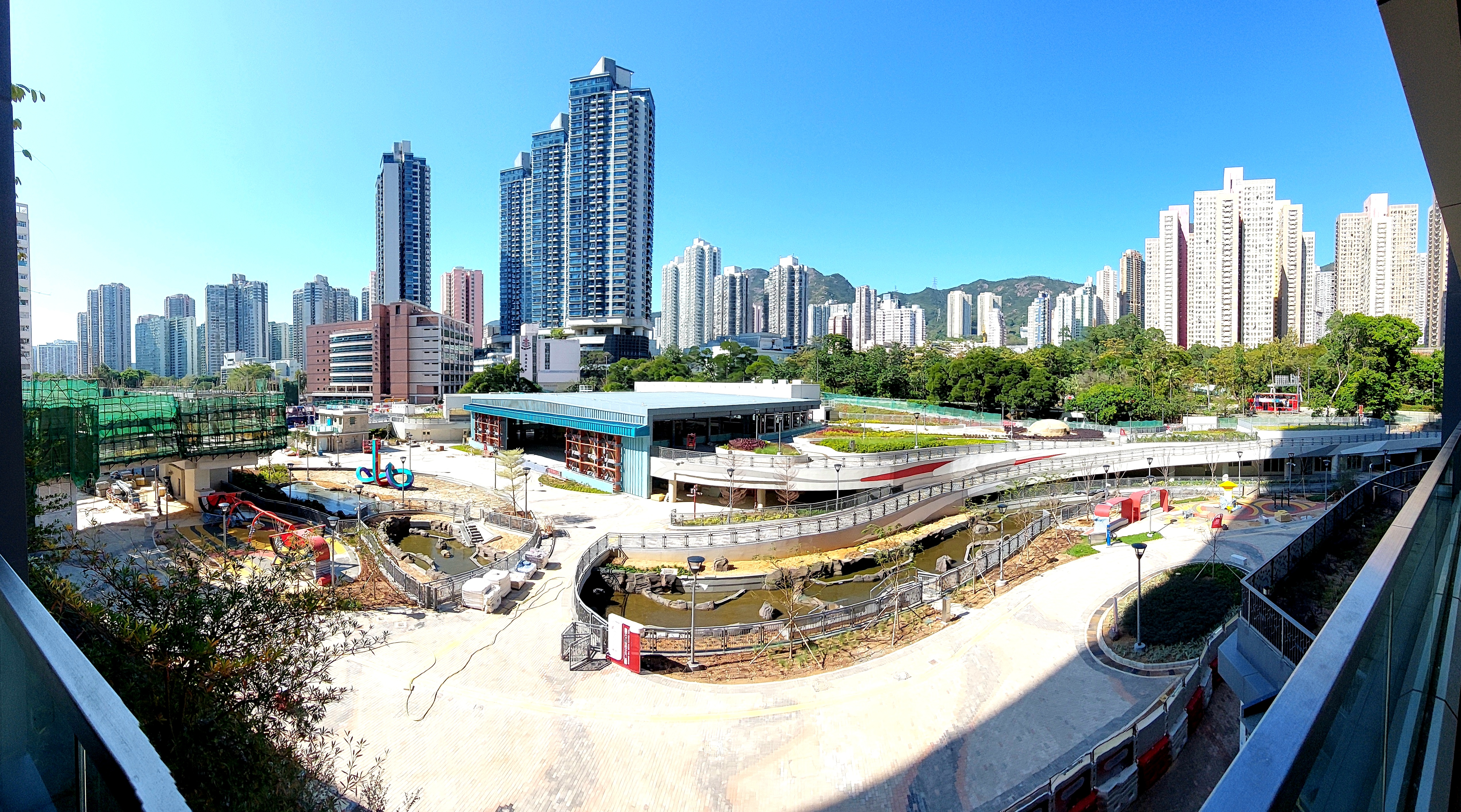
活水公園

啟鑽苑（英語：Kai Chuen Court）是香港房屋委員會的一個出租公共房屋及綠表置居計劃屋苑的綜合發展計劃，在同一個屋苑之內分別設有出租及出售的住宅單位；屬於鑽石山綜合發展區（前身是大磡村）公營房屋項目第一期及第二期，房屋署項目編號為WT05，位於香港九龍黃大仙區大磡重建區西部及中部，鄰近港鐵鑽石山站及新蒲崗商業區。屋苑連同旁邊的居屋屋苑啟翔苑皆由房屋署總建築師（五）負責總體設計，並由劉榮廣伍振民建築師事務所負責詳細設計。總承建商為新福港；整個屋苑現時分別由雅居投資控股旗下雅居物業管理（出租公屋部分）及中國旅遊集團旗下佳富物業服務（綠置居部分）提供物業管理服務。

## 屋苑資料

### 樓宇
啟鑽苑共設5座，工程項目名稱為「鑽石山綜合發展區公共租住房屋發展計劃第一和第二期」，房委會當初預計第一期公屋在於2021年初落成，第二期公屋於2023年初落成，但第一期快將竣工前仍未公佈此屋苑的名稱。
2021年1月11日，政府宣佈將第二期公屋納入「綠置居2020/21」，翌日向黃大仙區議會提交文件正式命名所有住宅樓宇，但基座商場名字未有同時公佈，直至商場進行招標才得悉名為「啟鑽商場」。第二期綠置居已於2021年5月28日至6月10日間接受申請，並於同年8月10日進行攪珠，隨後於10月29日起開始選單位，而關鍵日期為2023年12月31日。而第一期出租公屋已於2021年7月預配，於同年10月19日起入伙。
第二期綠置居已於2023年12月28日獲發入伙紙，2024年2月14日起開始安排入伙。
| 樓宇名稱（座號） | 樓宇類型                    | 落成年份 | 樓宇層數 （住宅層數） | 每層單位                             | 每座單位總數（個） | 建築師                                         | 承建商     | 提供升降機的廠商 | 期數           |
| ---------------- | --------------------------- | -------- | --------------------- | ------------------------------------ | ------------------ | ---------------------------------------------- | ---------- | ---------------- | -------------- |
| 啟宏閣（第1座）  | 非標準設計大廈 （Y型）      | 2021年   | 33 （4-32樓）         | 19（4-18樓、20-32樓） 18（19樓）     | 550                | 房屋署總建築師（5）、 劉榮廣伍振民建築師事務所 | 新福港集團 | 東芝             | 1 （出租公屋） |
| 啟雋閣（第2座）  | 非標準設計大廈 （Y型）      | 2021年   | 38 （2-37樓）         | 13                                   | 468                | 房屋署總建築師（5）、 劉榮廣伍振民建築師事務所 | 新福港集團 | 東芝             | 1 （出租公屋） |
| 啟池閣（第3座）  | 非標準設計大廈 （Y型）      | 2024年   | 41 （2-40樓）         | 13                                   | 507                | 房屋署總建築師（5）、 劉榮廣伍振民建築師事務所 | 新福港集團 | 東芝             | 2 （綠置居）   |
| 啟濤閣（第4座）  | 非標準設計大廈 （其他類型） | 2024年   | 41 （2-40樓）         | 9（2樓） 24（3-37樓） 16（38-40樓）  | 897                | 房屋署總建築師（5）、 劉榮廣伍振民建築師事務所 | 新福港集團 | 東芝             | 2 （綠置居）   |
| 啟湖閣（第5座）  | 非標準設計大廈 （L型）      | 2024年   | 41 （2-40樓）         | 10（2樓） 19（3-37樓） 11（38-40樓） | 708                | 房屋署總建築師（5）、 劉榮廣伍振民建築師事務所 | 新福港集團 | 東芝             | 2 （綠置居）   |

### 改建
屋苑第二期原本預作出租公屋，為配合綠置居管理安排，房屋署將第一期啟宏閣3樓的屋邨辦事處面積加建擴大，並於第二期啟湖閣地下另設屋苑管理處管理綠置居樓宇、並於原定作為互助委員會的房間轉為業主立案法團辦事處及技工工場，以及刪除光伏電池板和相關機房。

### 設施
屋苑所在的綜合發展區內將設有活水公園、文化園景大道、公共運輸交匯處及宗教設施等。
屋苑基座設有商場，名為啟鑽商場，分兩期興建。第一期商場位於屋苑第一期基座，設三層零售樓面，向彩虹道有一個大電視以及地舖，可供出租面積近4200平方米，亦在地庫設有一個街市，於2021年下半年至2022年中分兩階段落成啟用；第二期商場提供近4200平方米出租面積，於2023年落成。
其他設施包括房屋署屋邨辦事處（設於啟宏閣三樓平台）、地庫停車場、業主立案法團辦事處和幼稚園。附近亦有荷里活廣場及采頤花園商場。
啟鑽商場內的街市原由宏安集團經營。2022年5月，宏安集團中標租期為6年的街市營運權。2022年12月，啟鑽（萬有）街市開幕。2024年12月，宏安集團提早4年解除租約，須向房委會支付540萬港元。該街市及後由建華集團接手，並於2025年3月18重啟。
此外，黃大仙地區康健中心將在第一期落成後設立，設於啟鑽商場2樓，並於2022年6月30日開始營運。

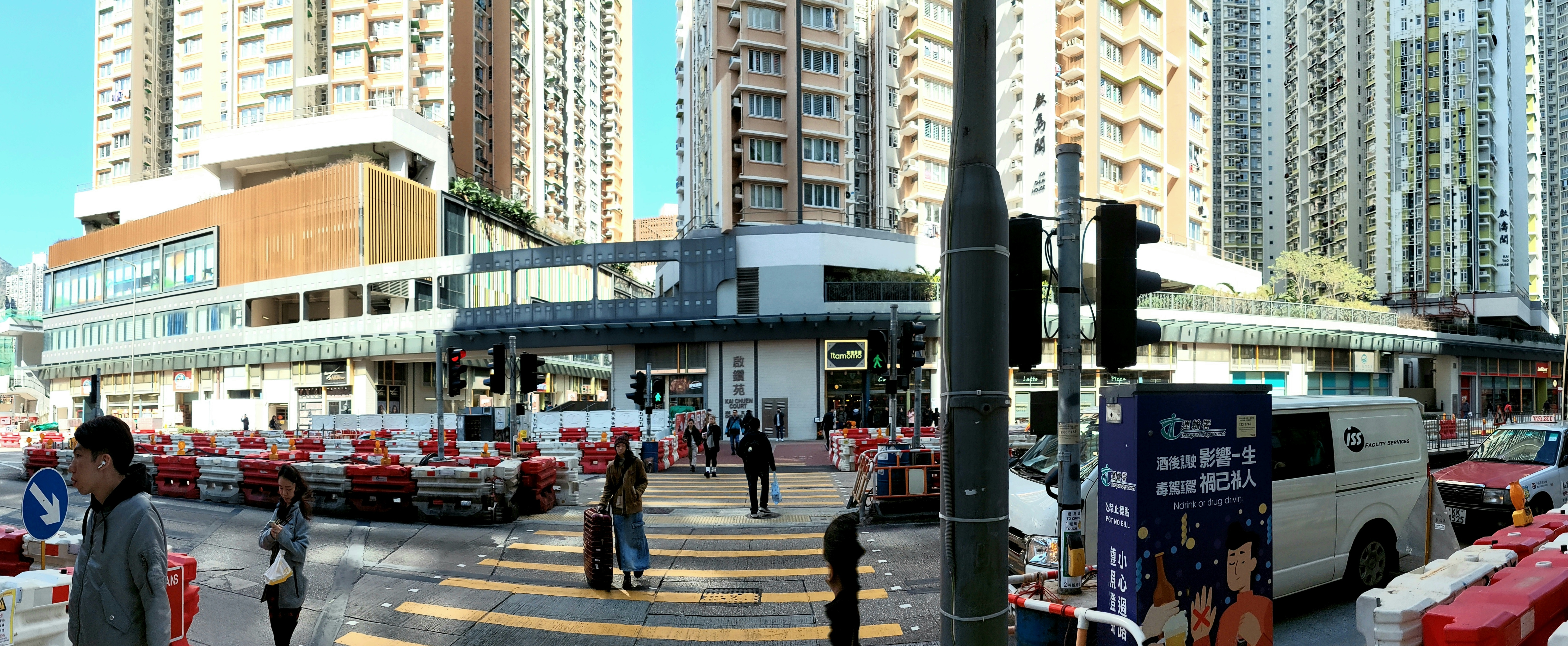
啟鑽商場南面
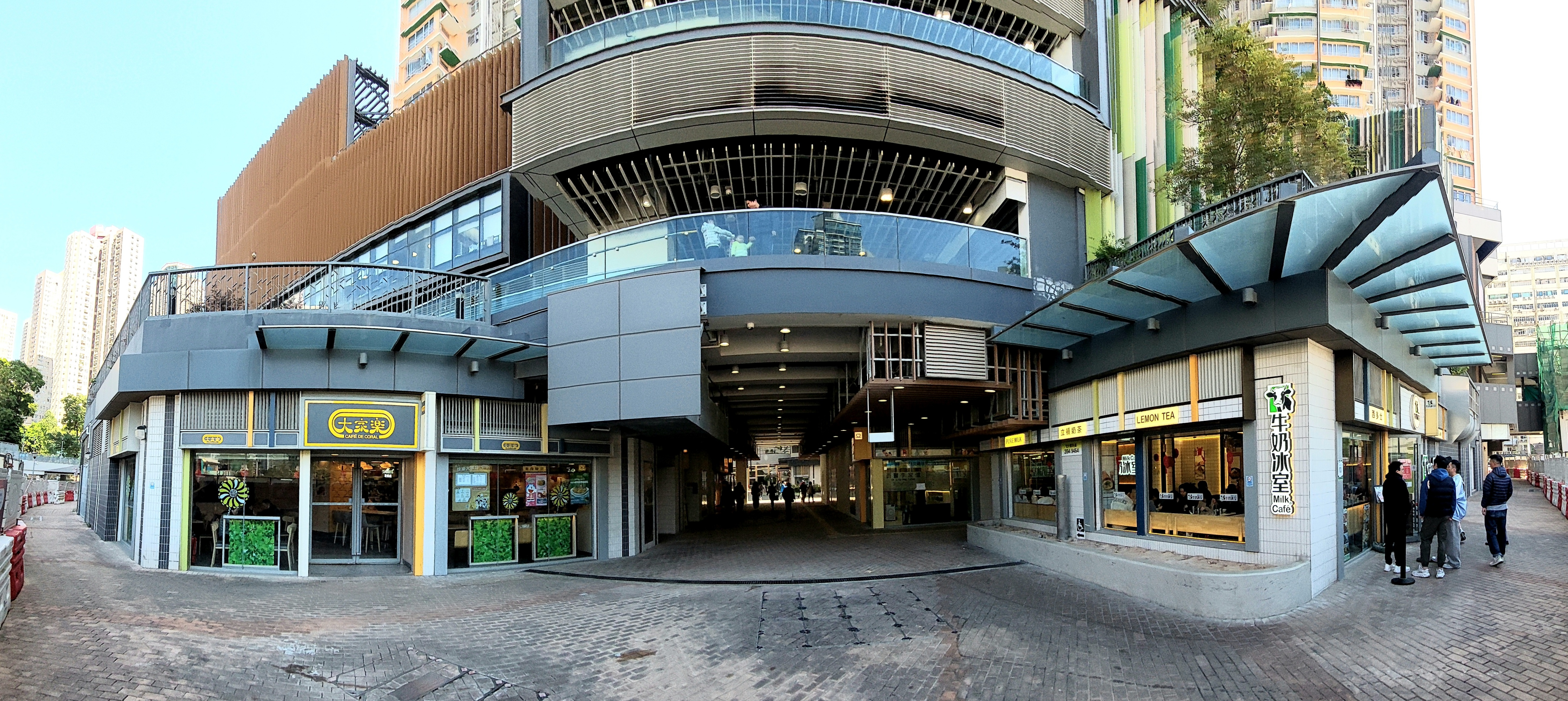
西面
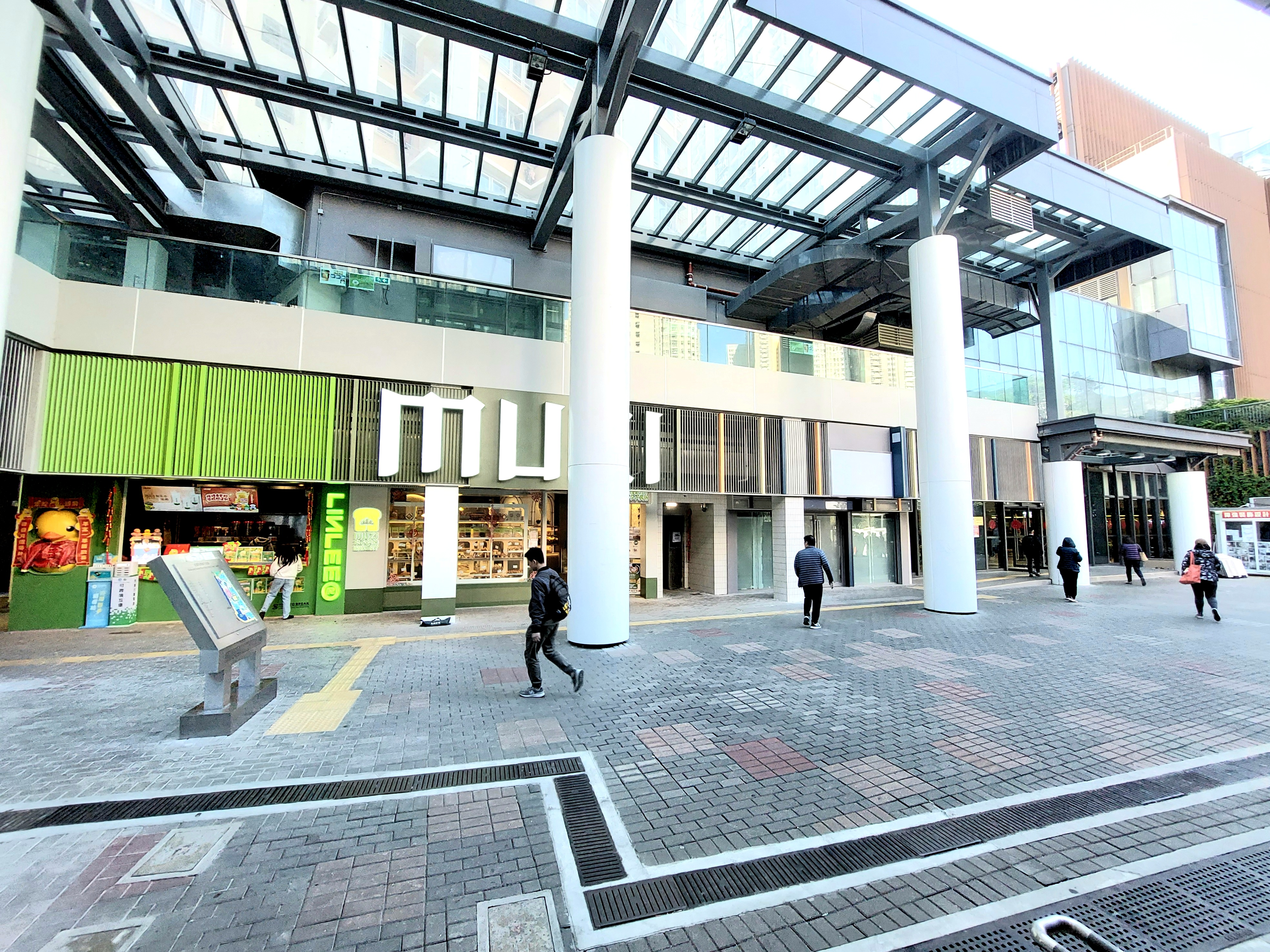
北面
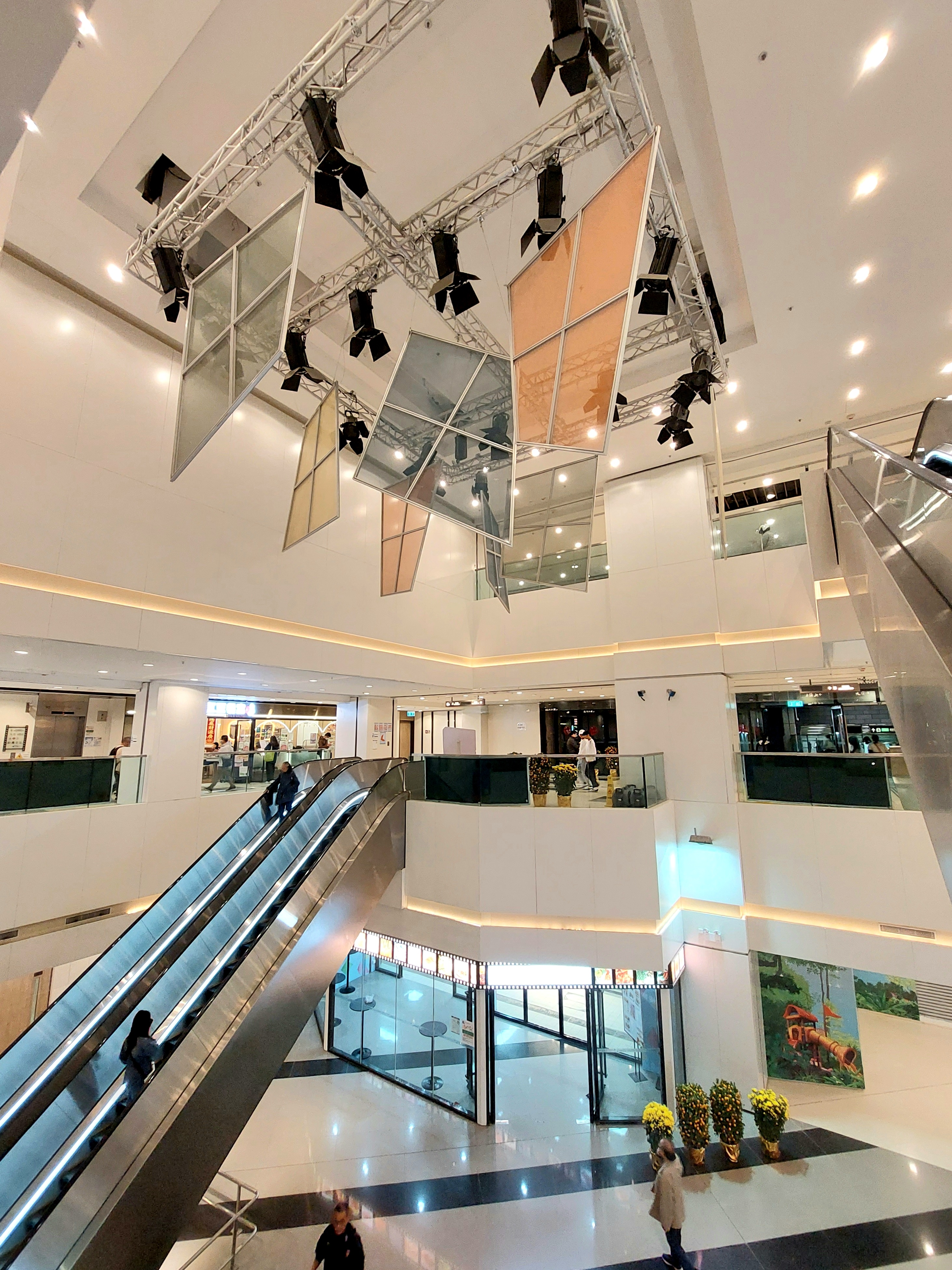
中庭
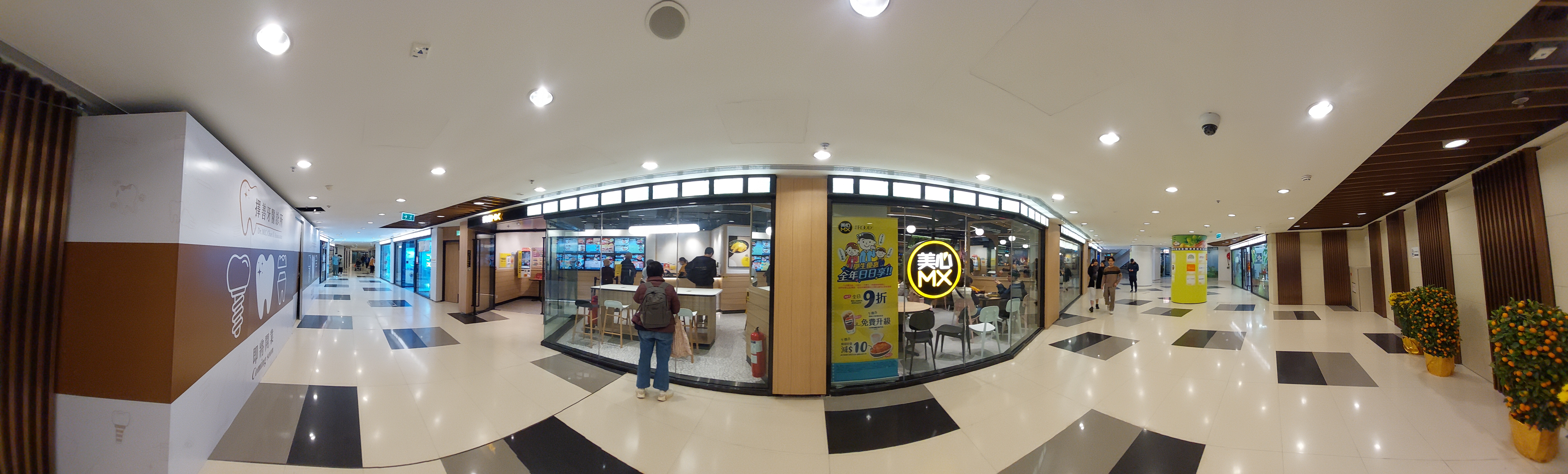
地庫
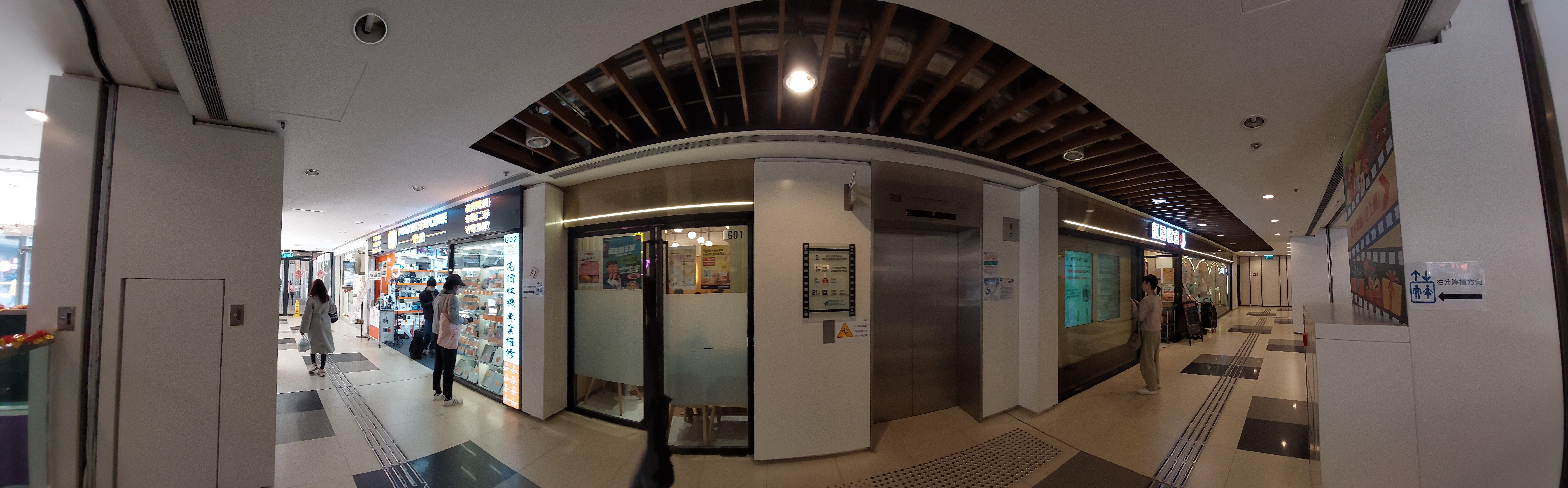
地下
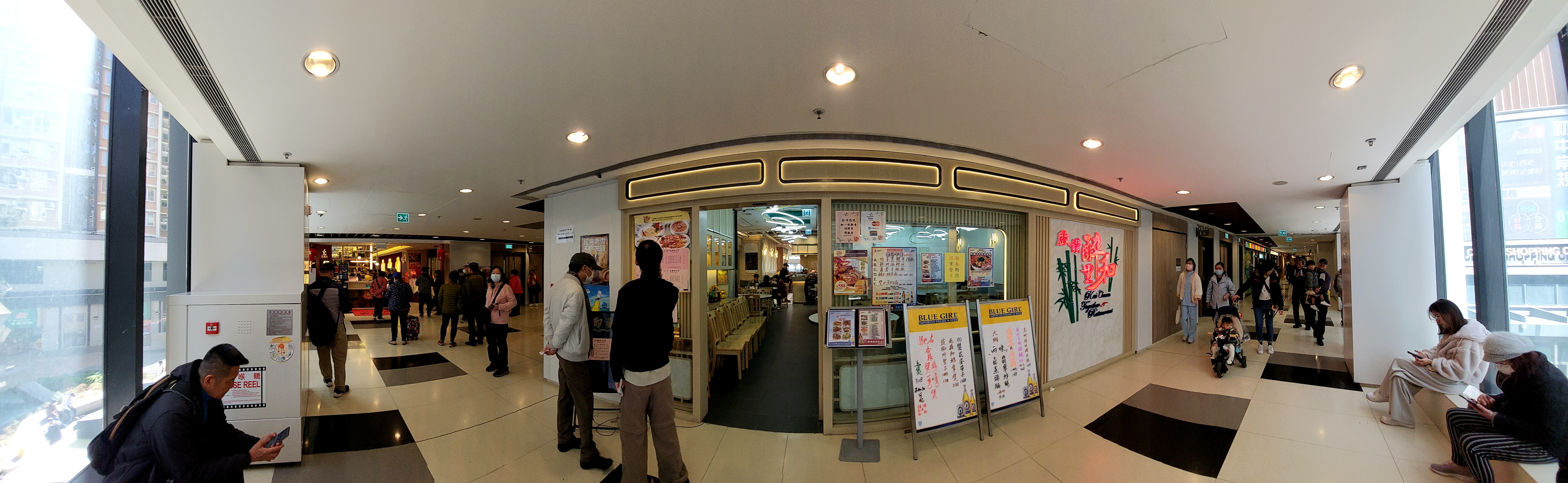
1樓
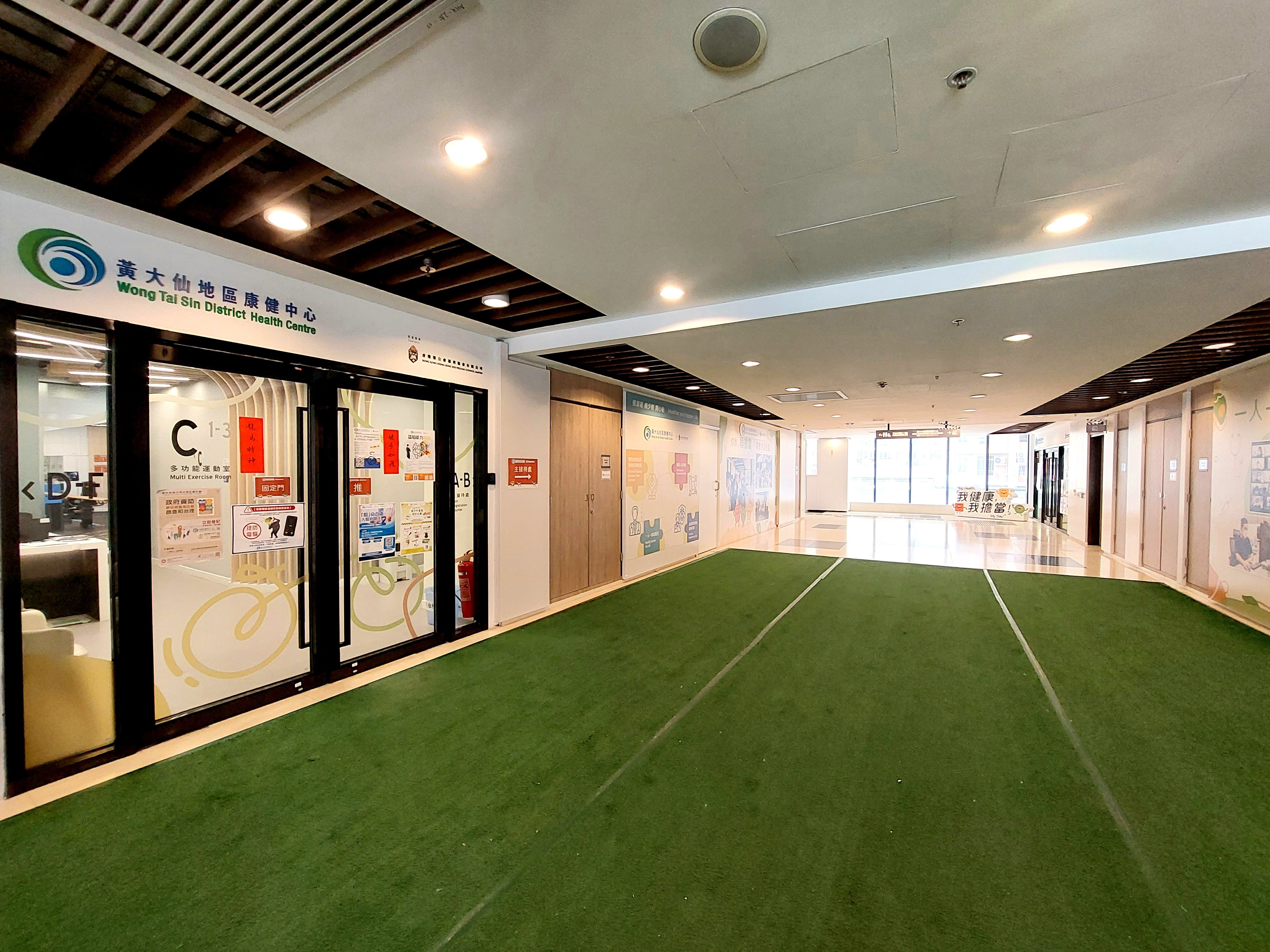
2樓
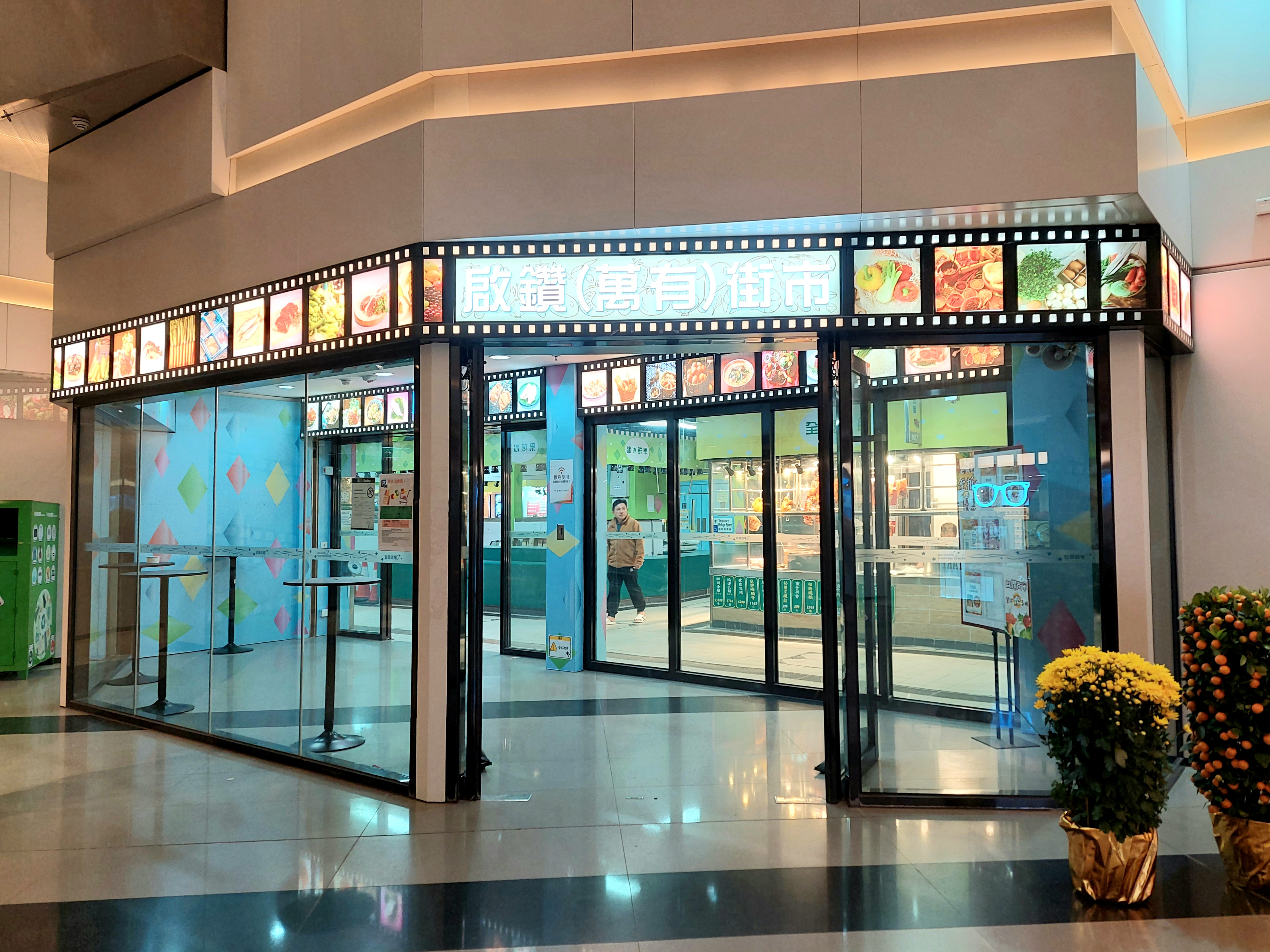
啟鑽（萬有）街市入口

商場地庫盡頭有扶手電梯連接興建中的隧道，連接鑽石山站及四美街。

### 設計
啟鑽苑及毗鄰啟翔苑，均採用了階梯式樓宇高度遞變設計，在充分善用土地發展潛質的同時，亦讓建築物錯落有致，並與鄰近的樓宇布局保持和諧協調。兩苑的住宅大廈外牆的顏色取材自舊大磡村街景元素，包括鐵鏽（橙色）、木材（米色）、植物（綠色）、金屬鋅（藍綠色）和磚石（灰棕色）。
而在啟鑽苑內的啟宏閣和啟雋閣之間的廣場中心設有一個具象徵意義的星形雕塑，令人懷緬昔日大磡村的電影製作氣氛。而連接啟宏閣和啟雋閣的行人天橋外牆亦設有電影菲林模樣的鋁飾板，與廣場中心的雕塑互相呼應。此外，在住宅大樓地下大堂的裝飾牆也將會展示畫家對昔日大磡村的印象創作，喚起居民的集體回憶。

### 居民大會
2024年9月23日舉辦第一次居民大會, 會上唯一成功解決就是尋回隔鄰啟翔苑數十住戶遺失的鞋。

## 興建期間的圖片庫

### 2020年前

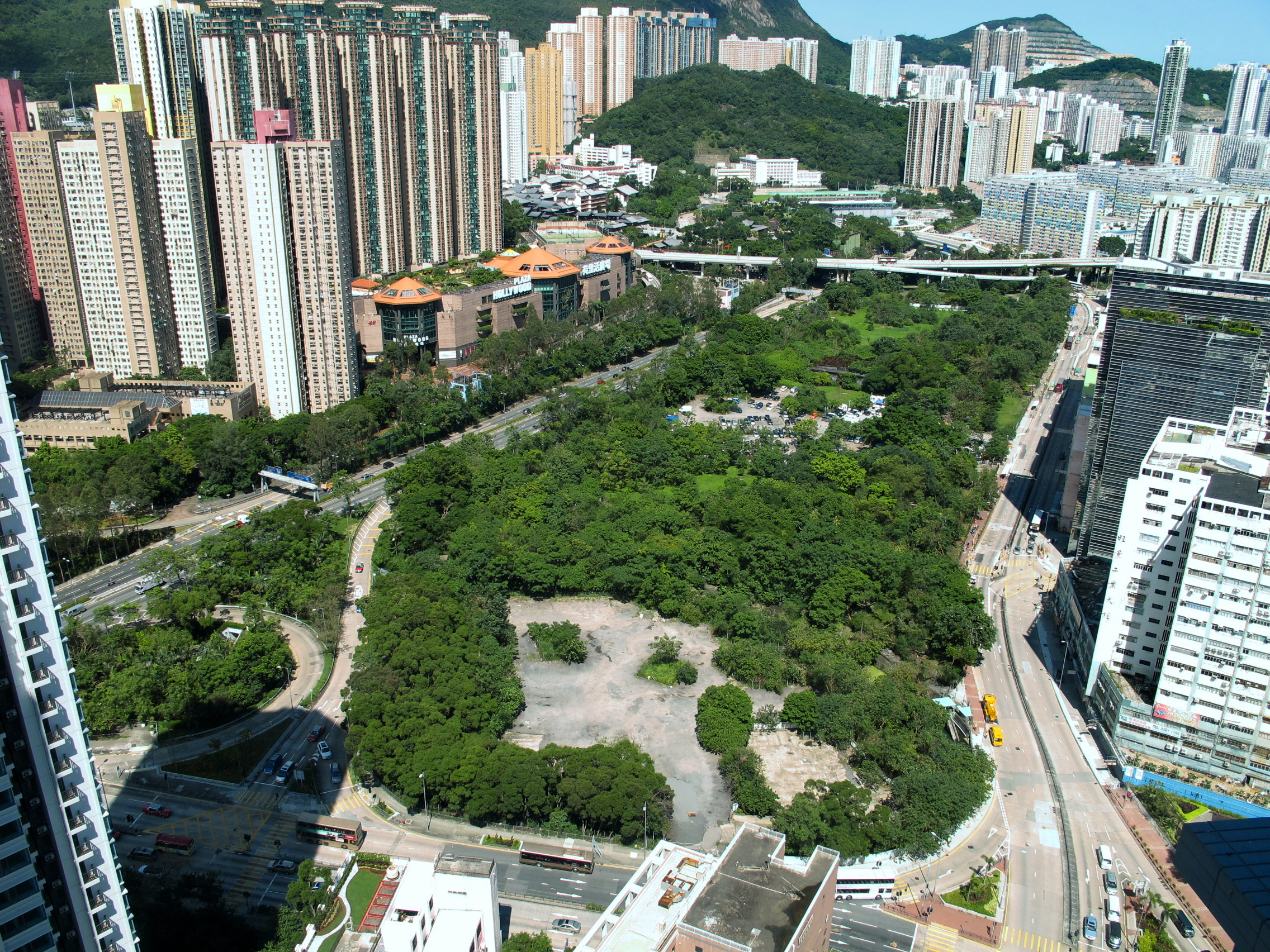
動工前為大磡村舊址（2012年7月）
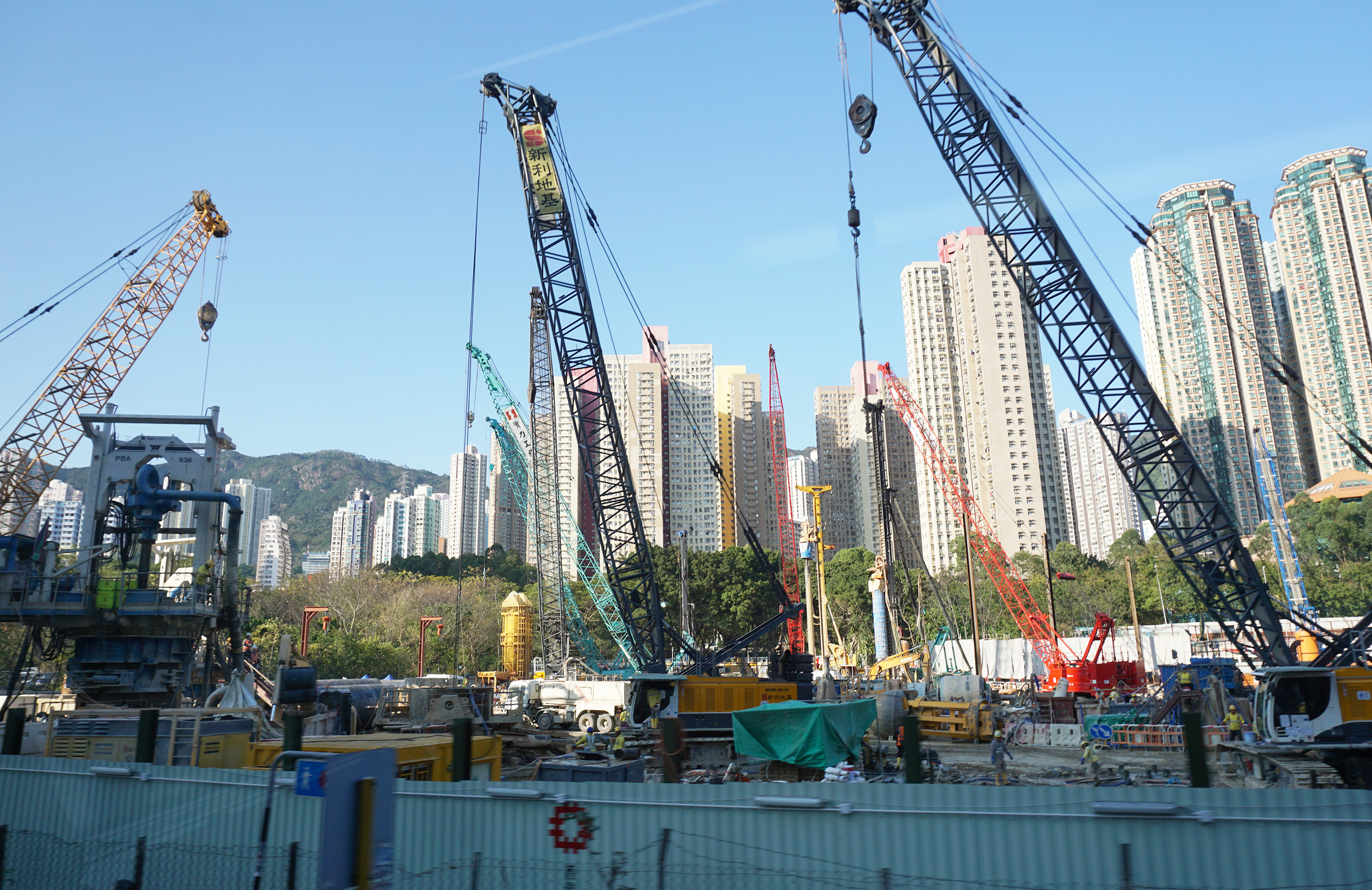
啟鑽苑地盤（2017年2月）
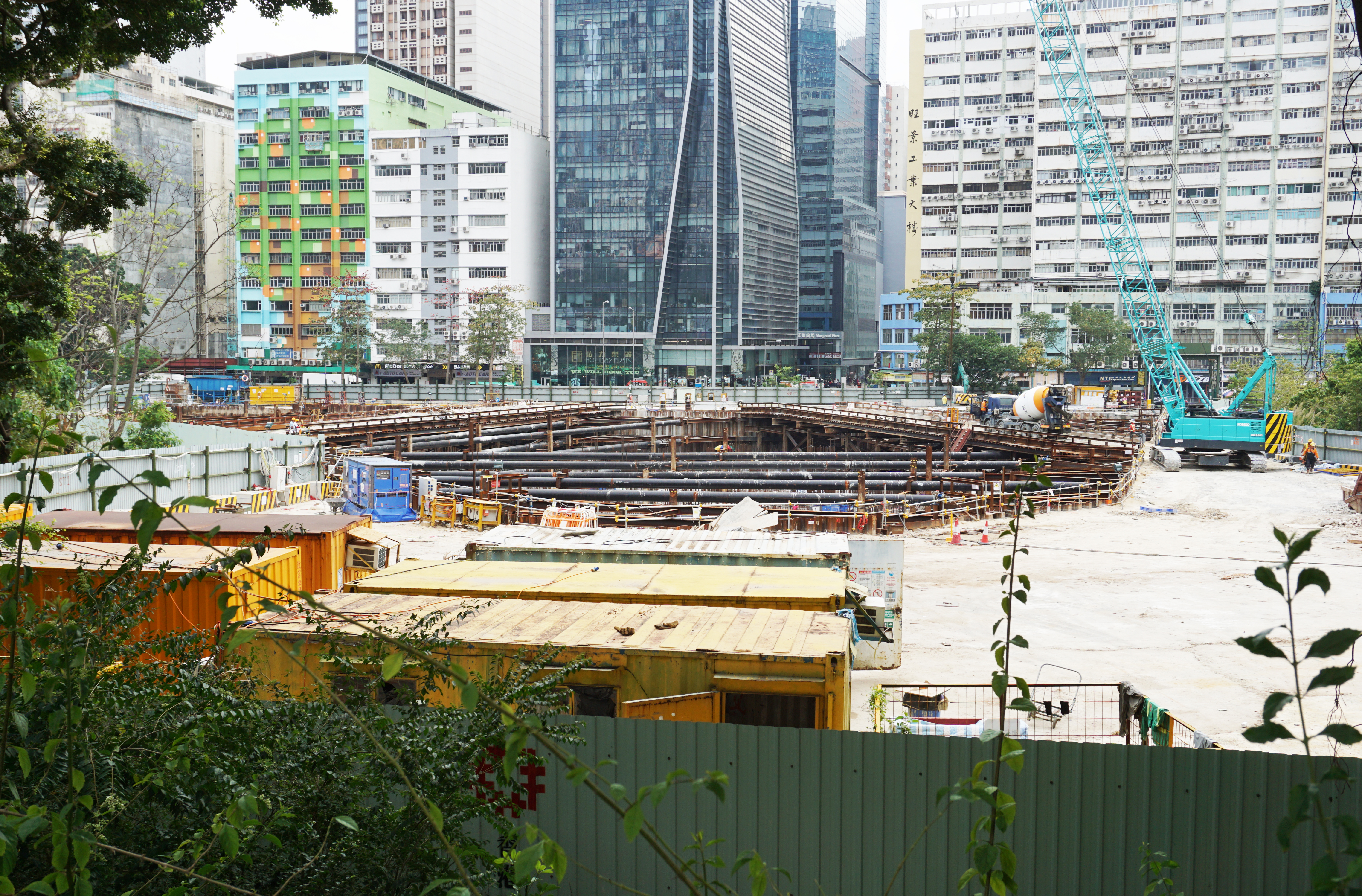
啟鑽苑地盤（2018年3月）
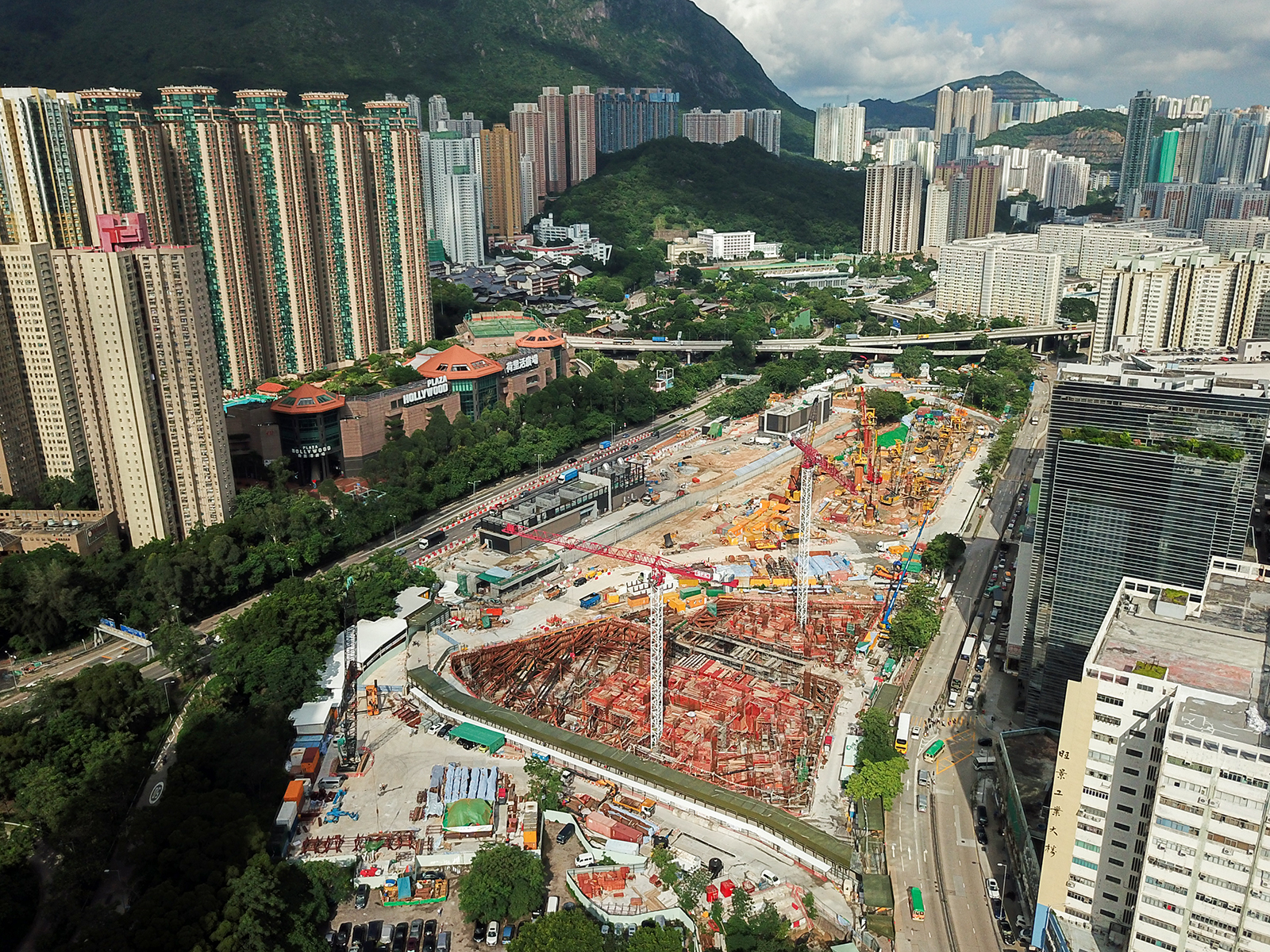
啟鑽苑（圖下）及啟翔苑（圖上）地盤（2018年7月）
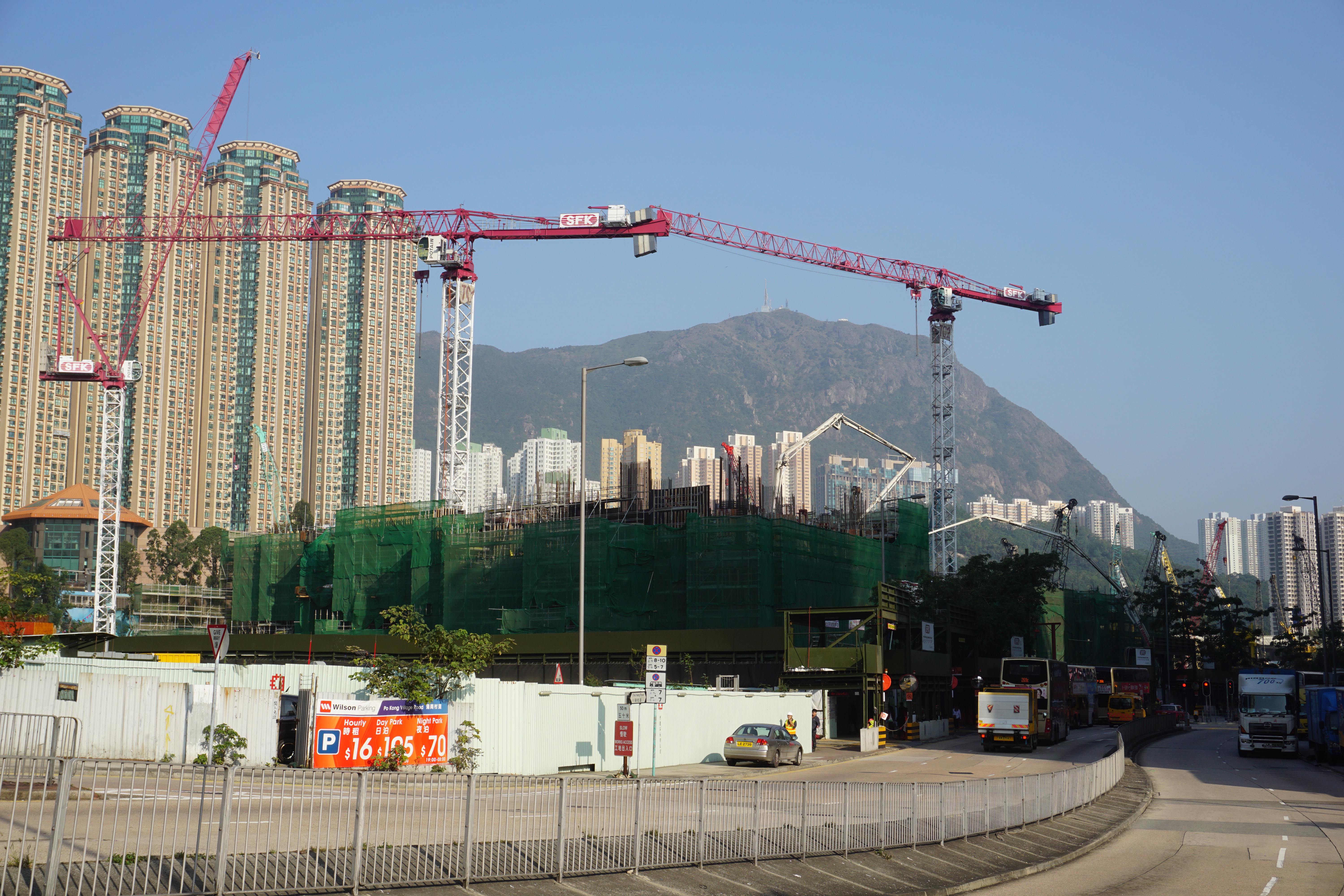
啟鑽苑地盤（2019年1月）
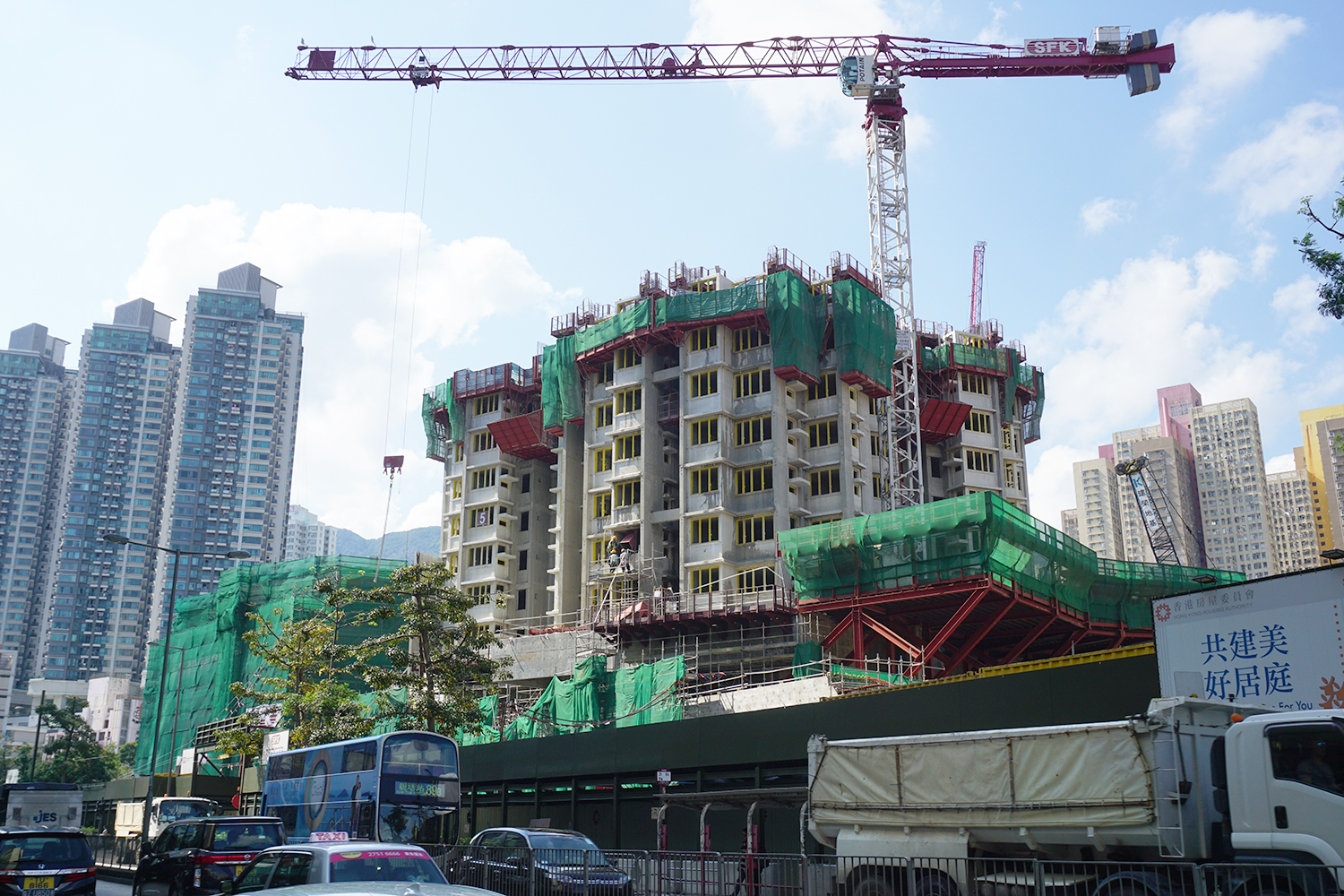
啟鑽苑第一期地盤（2019年4月）

### 2020-2021年

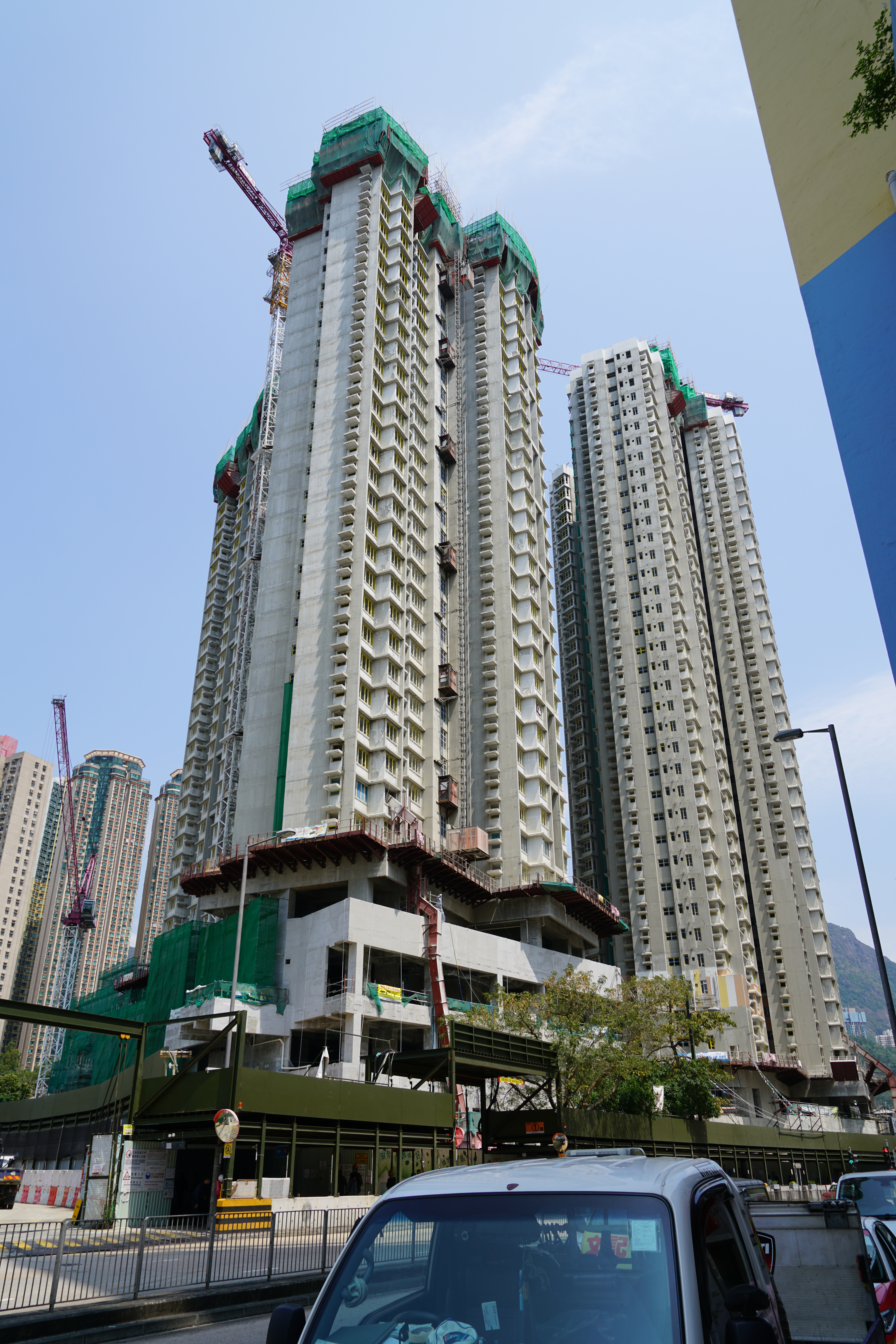
啟鑽苑第一期地盤（2020年3月）
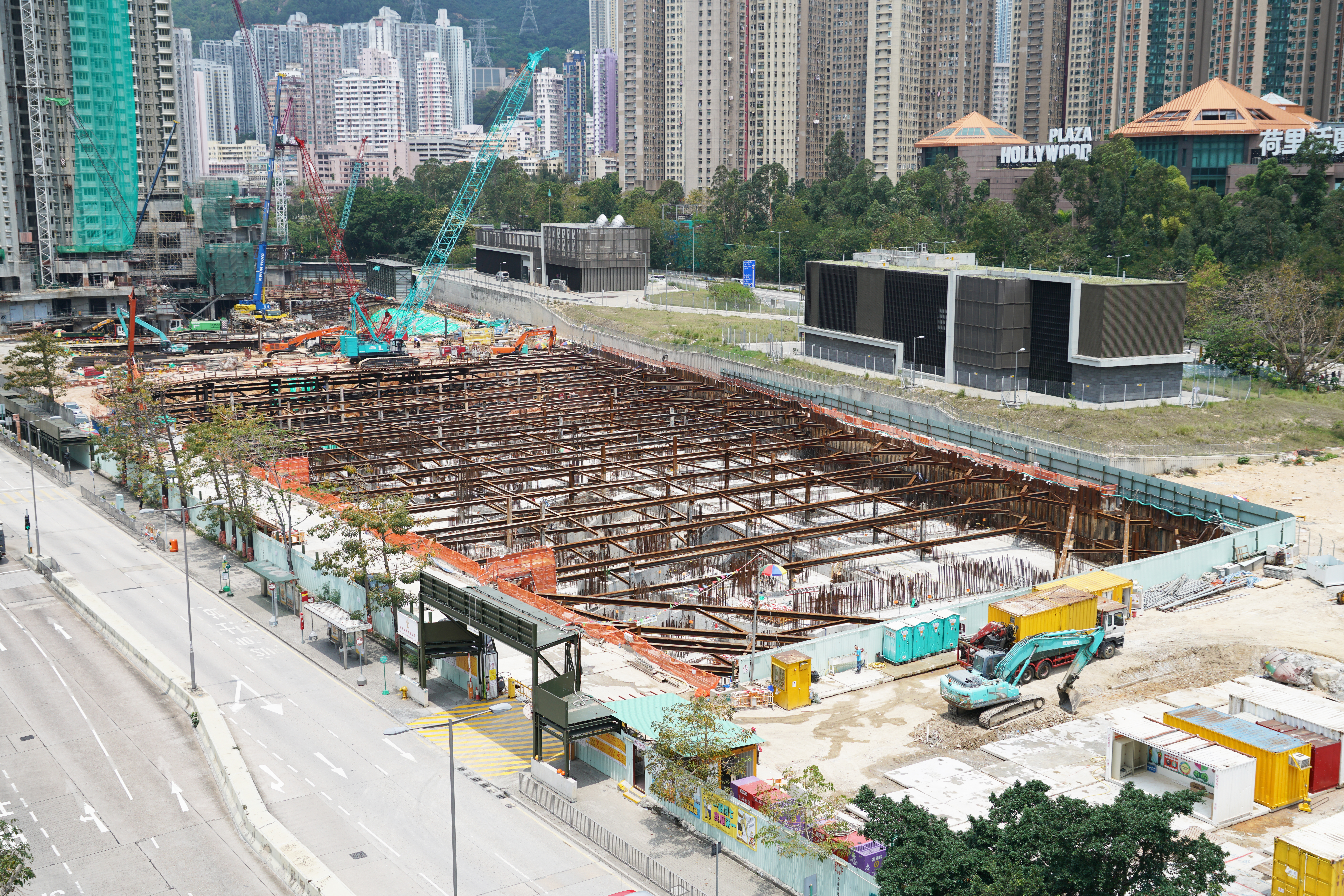
啟翔苑及啟鑽苑第二期地盤（2020年4月）
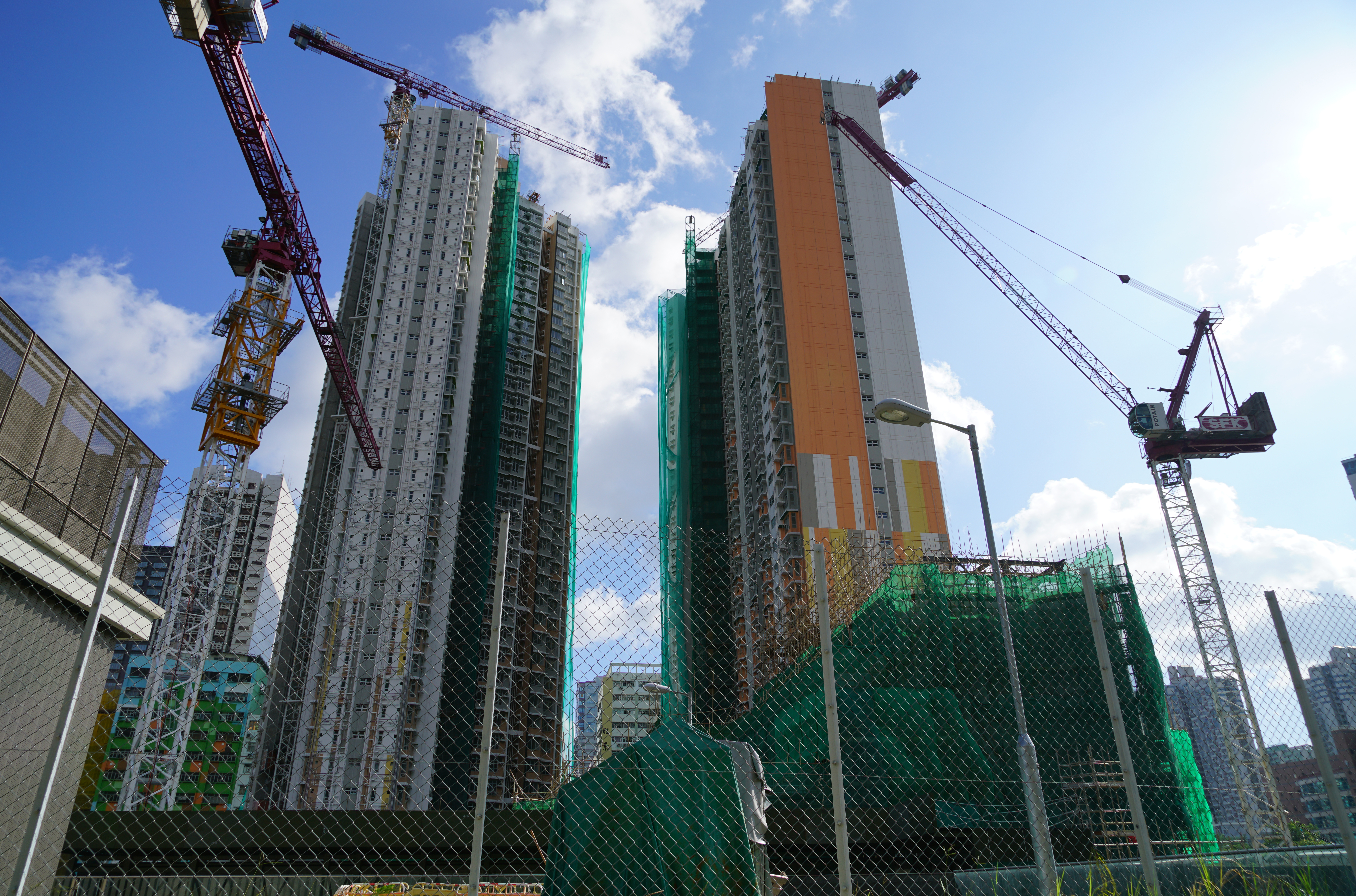
啟鑽苑第一期地盤（2020年8月）
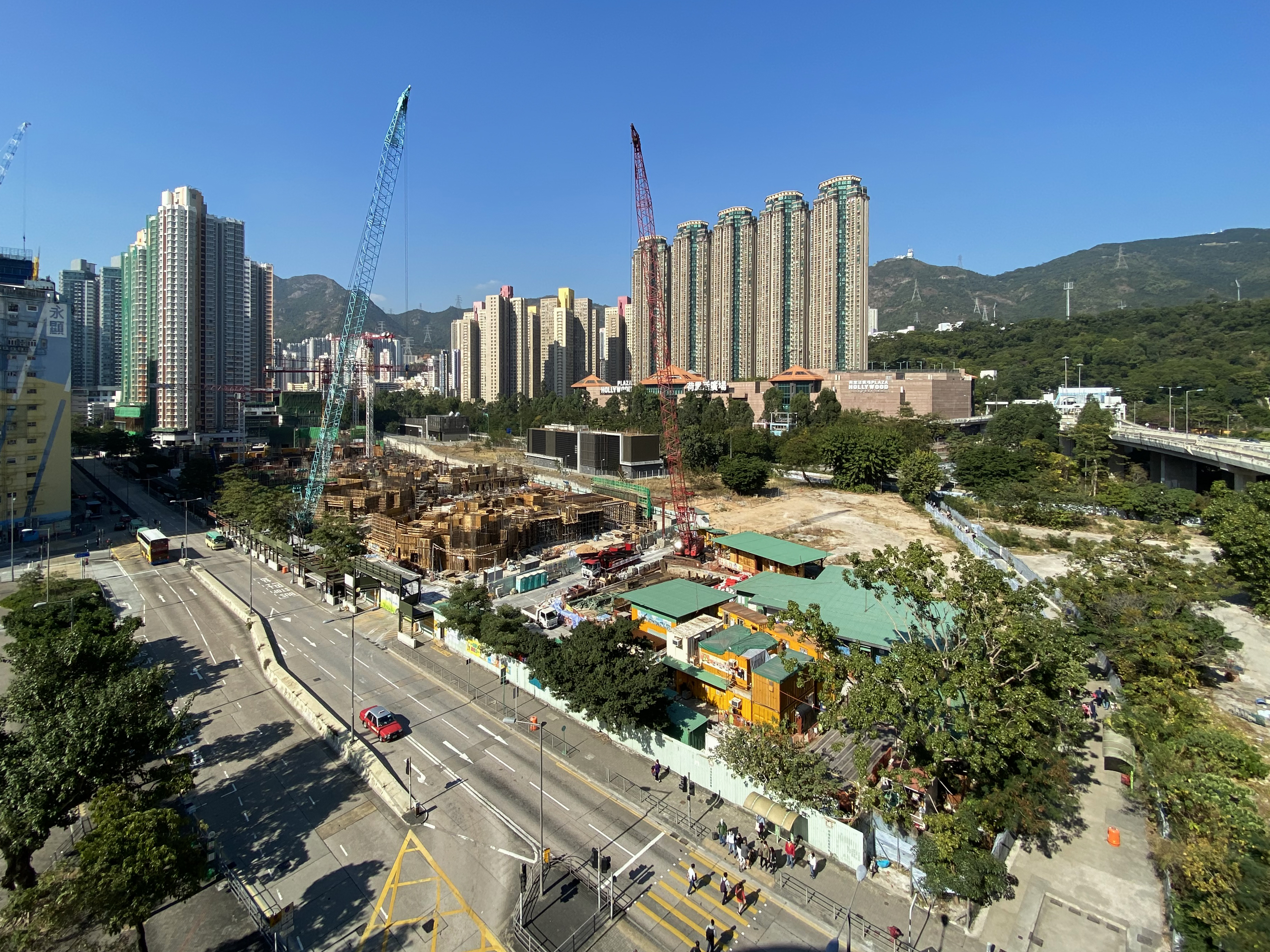
啟鑽苑與啟翔苑地盤（2020年12月）
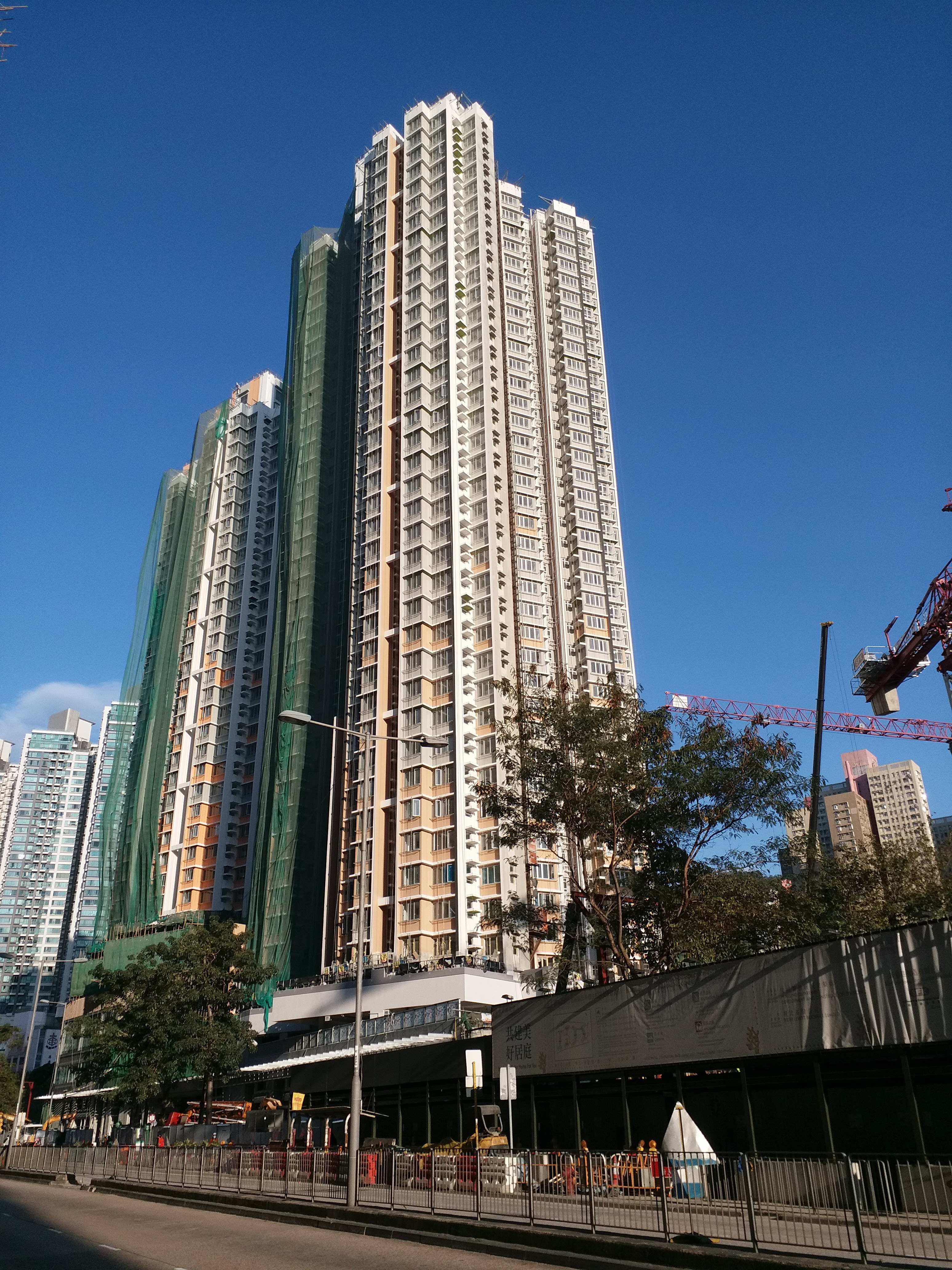
啟鑽苑第一期地盤（2021年1月）
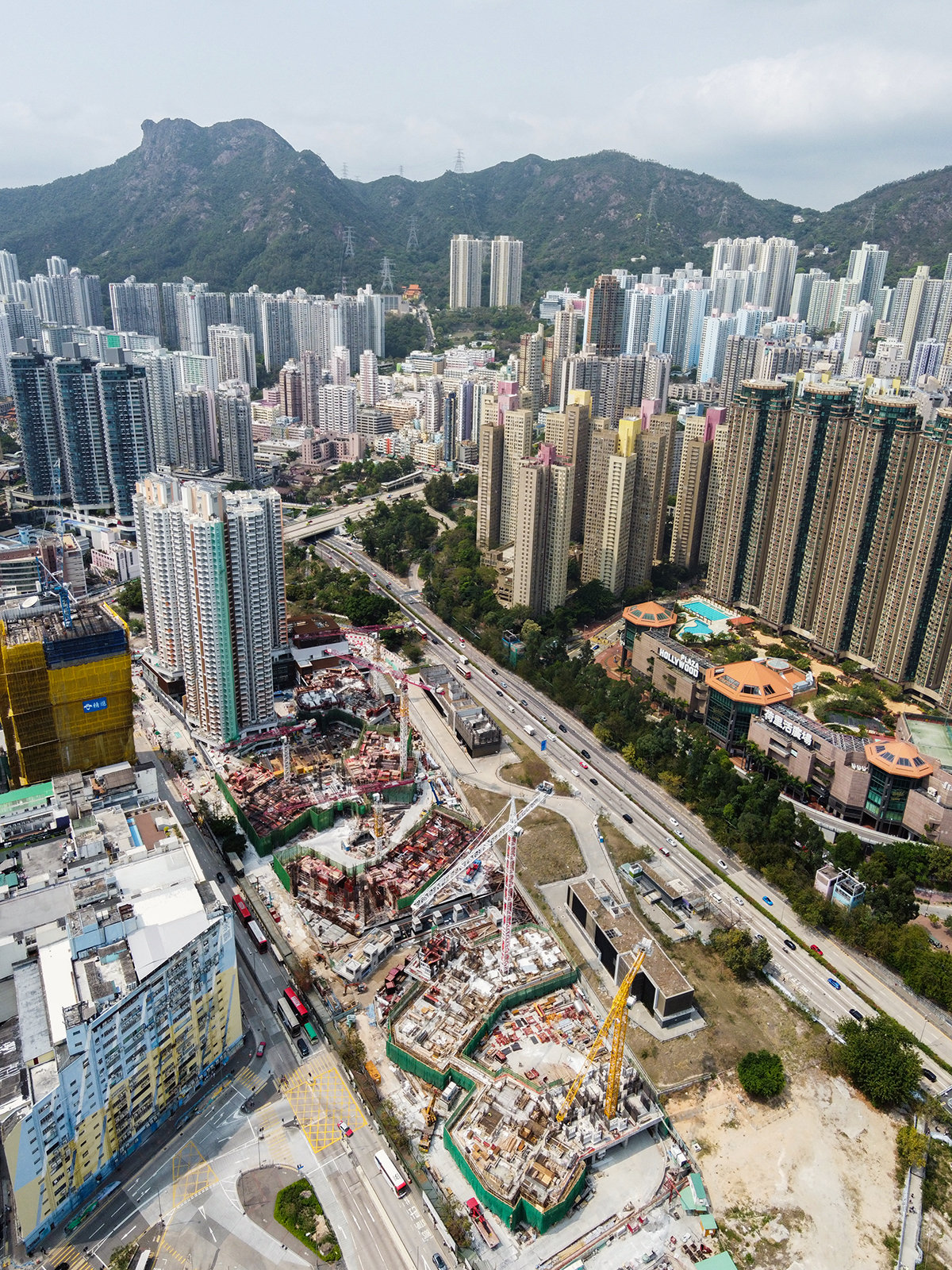
啟鑽苑與啟翔苑地盤（2021年3月）
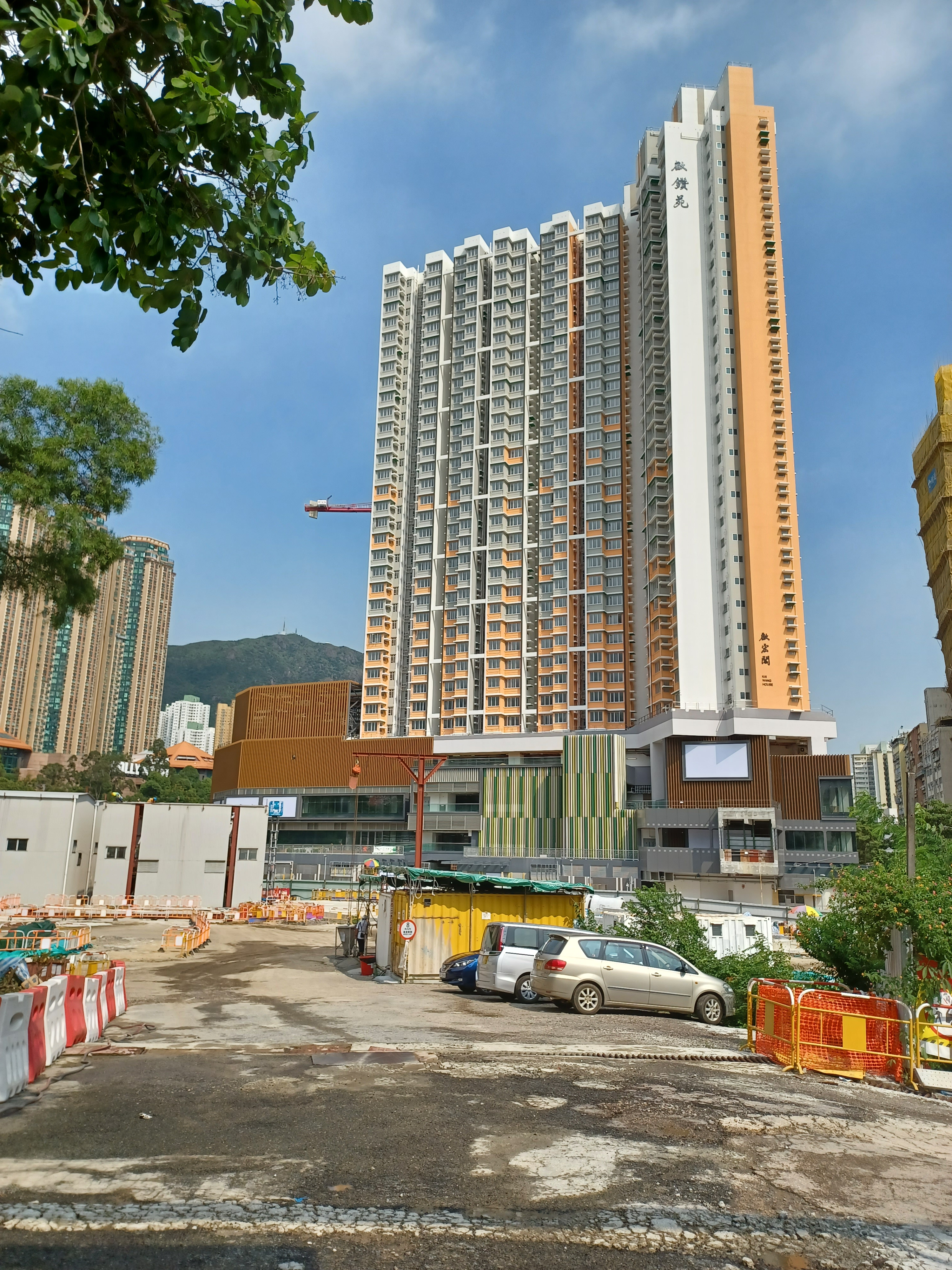
啟鑽苑第一期的啟宏閣（2021年9月）
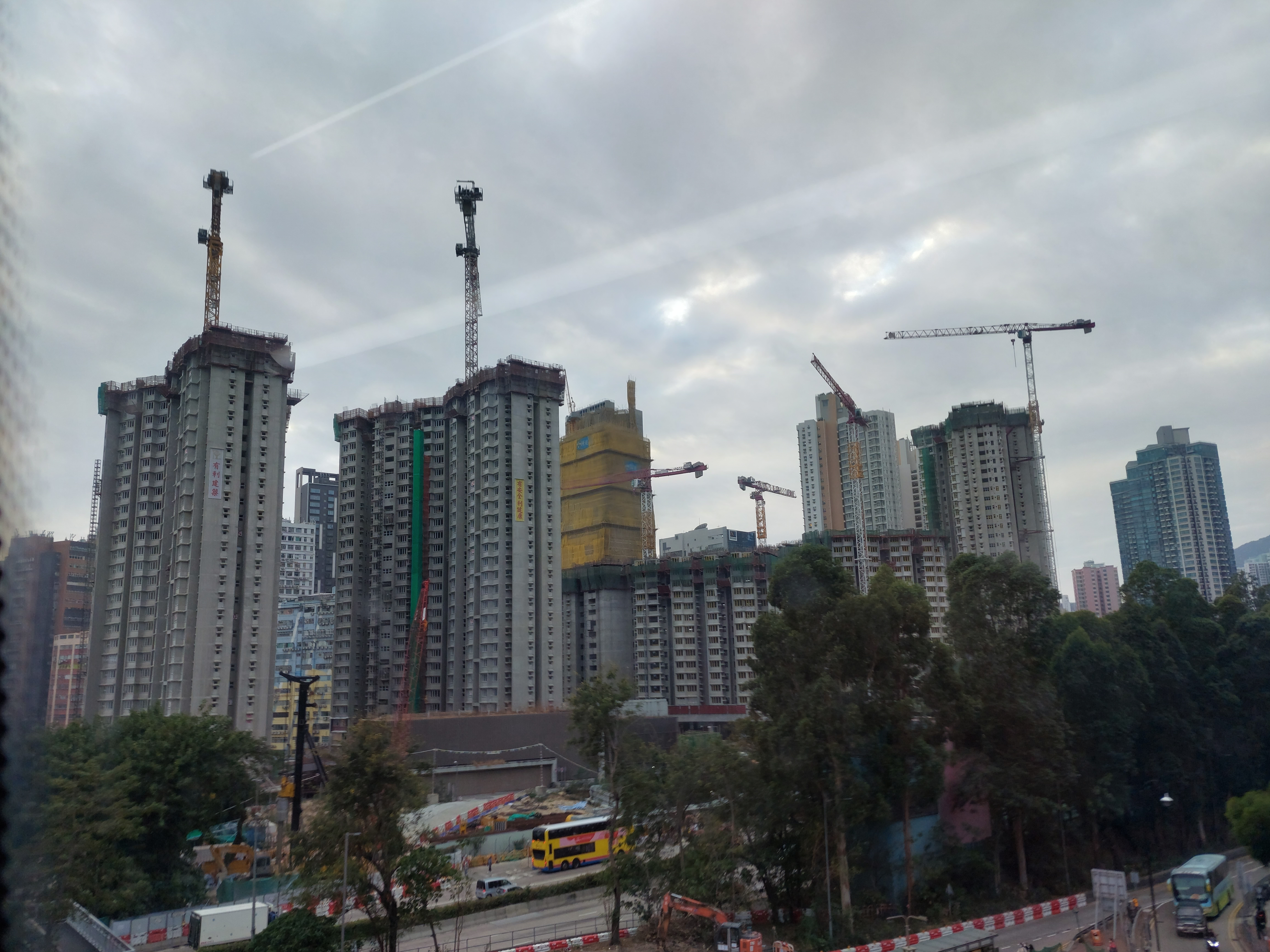
興建中的啟翔苑及啟鑽苑第二期（2021年12月）

### 2022-2023年

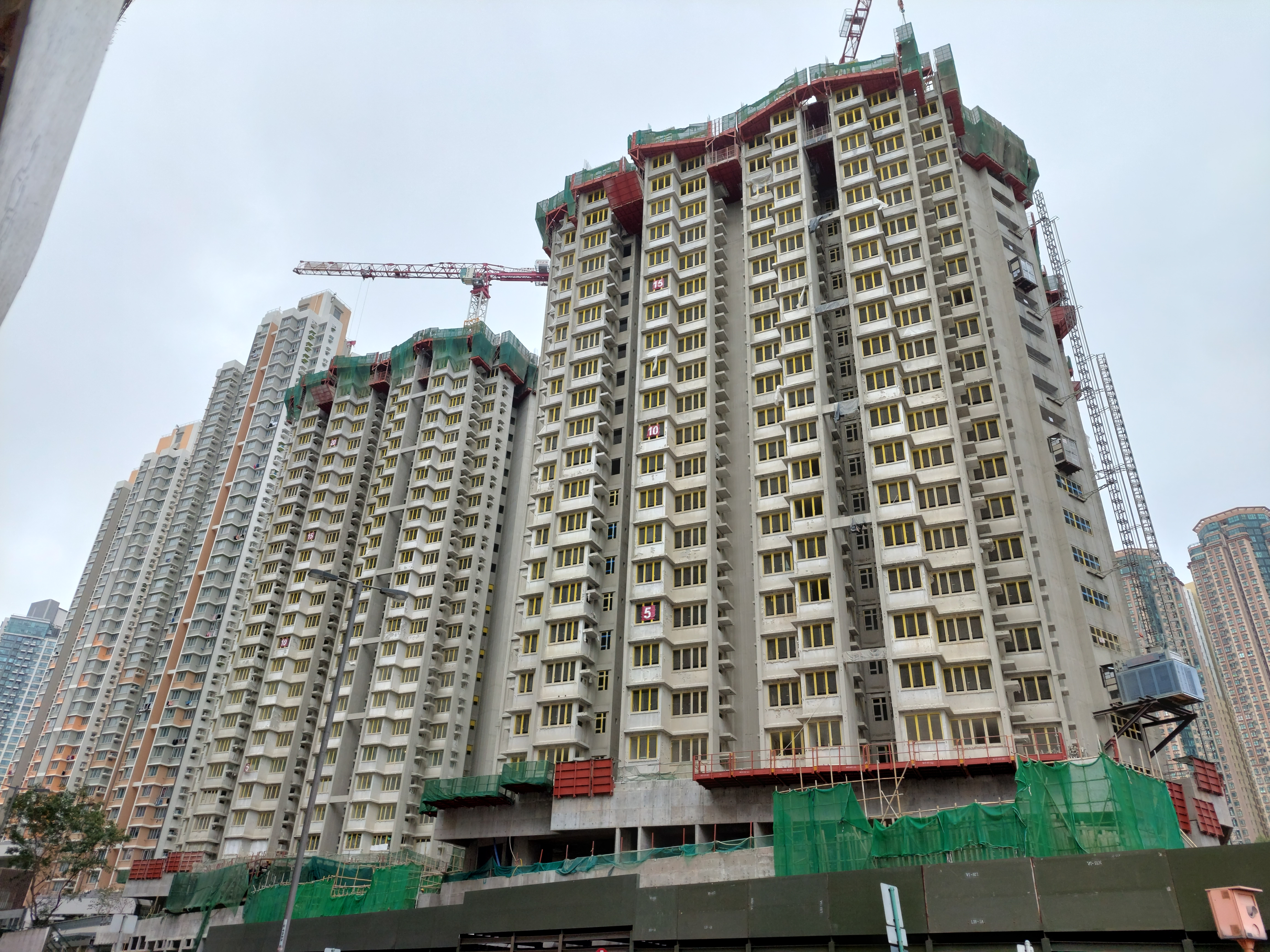
啟鑽苑第二期地盤（2022年2月）
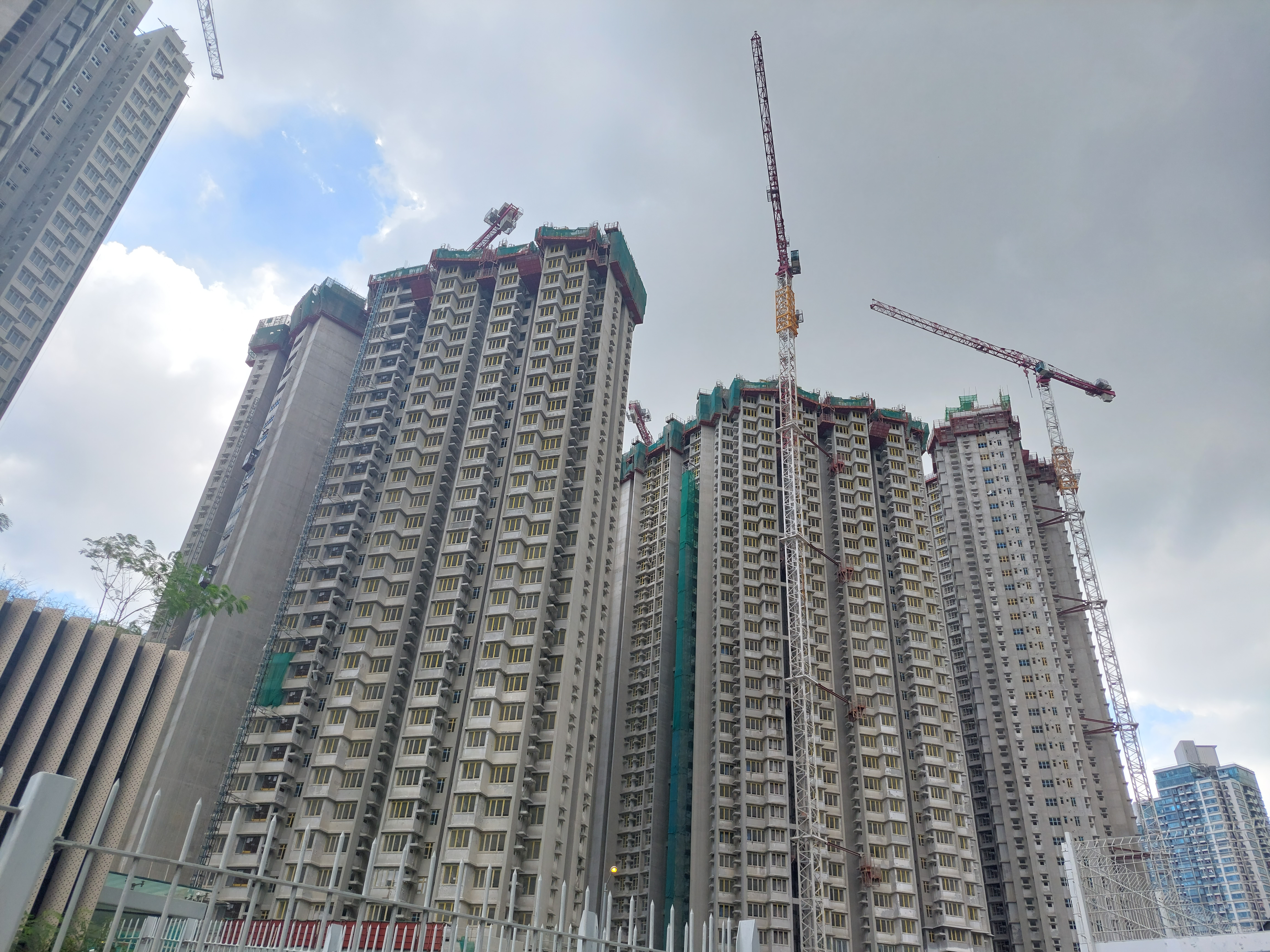
啟鑽苑第二期地盤（2022年8月）
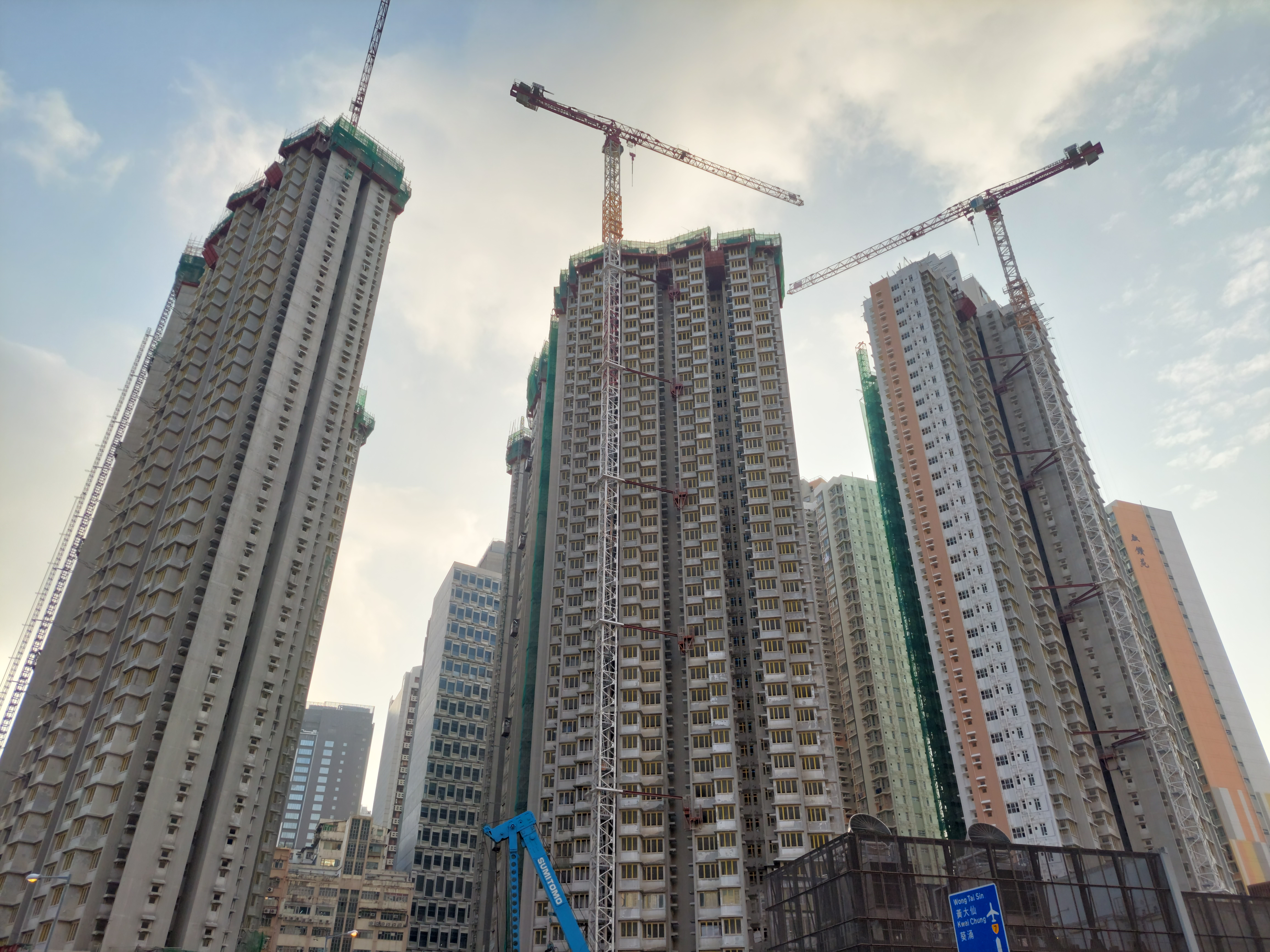
啟鑽苑第二期地盤（2022年11月）
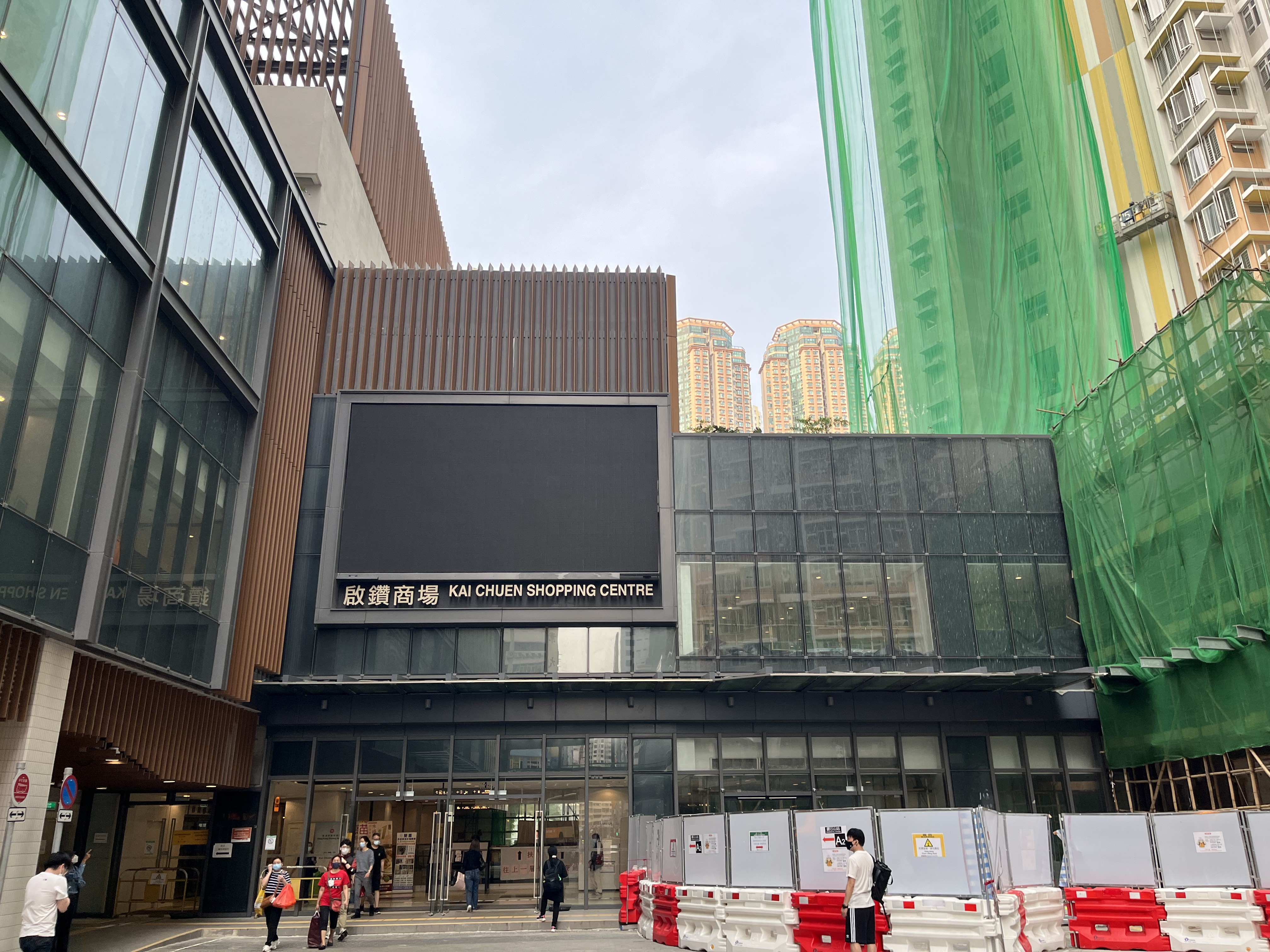
啟鑽商場（2023年4月）
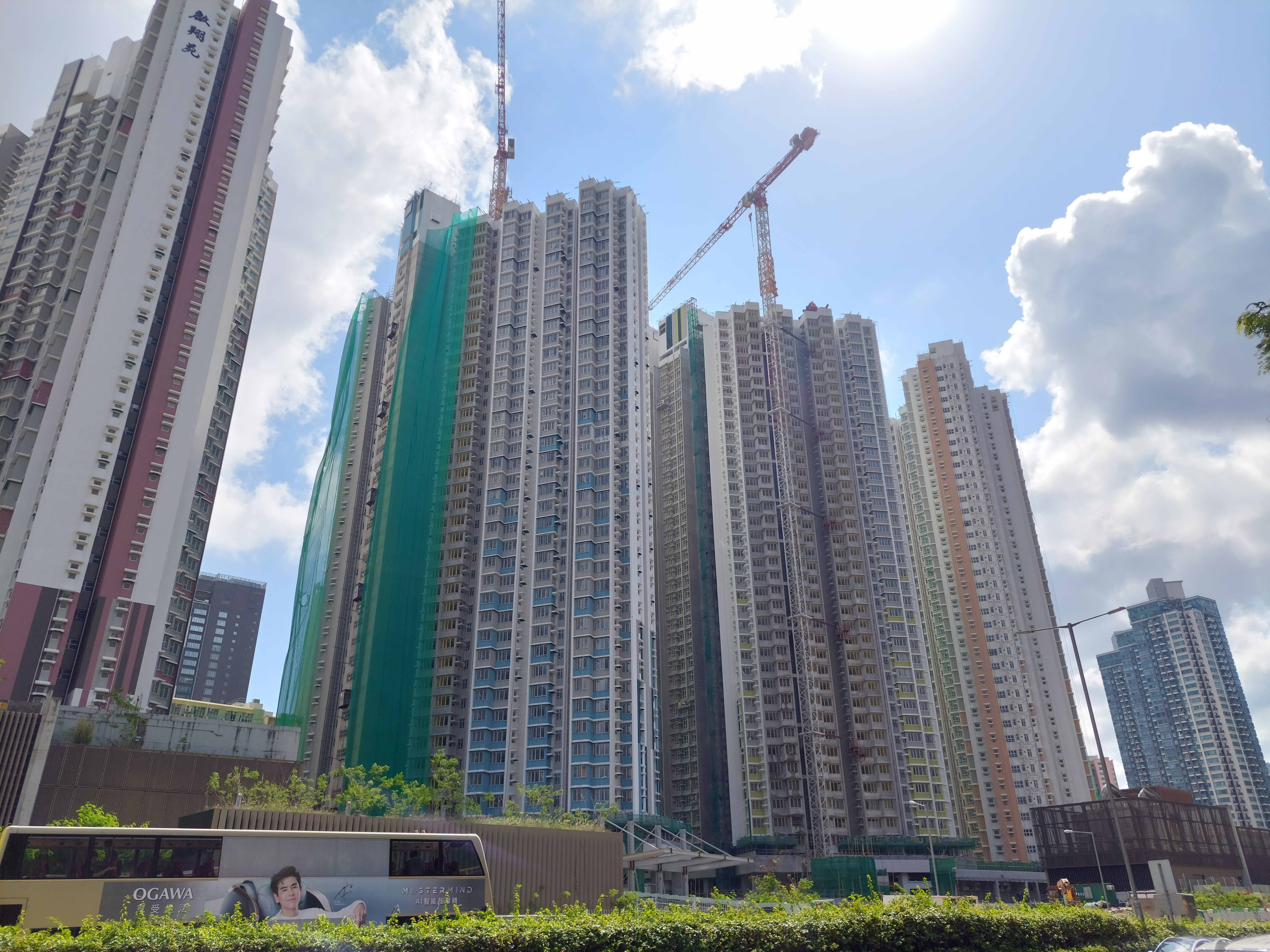
啟鑽苑第二期地盤（2023年6月）

## 撻訂潮
2024年2月，根據房委會《一手住宅物業銷售條例》備存的成交紀錄冊，有傳媒發現啟鑽苑的綠置居部分多達錄120宗撻訂個案，佔全數單位的6%，其中逾半數為開放式單位及納米單位。立法會議員梁文廣估計，這有可能與樓價下跌及日後納米樓絕跡有關，市民寧願浪費數萬元撻訂，改抽新落成的屋苑。
到同年9月綠置居2023，撻訂數量增加到169單。其中撻訂最貴的五個單位價格，在新一期綠置居中售價較最初售價降低11.7%。

## 附近
- 啟翔苑
- 新蒲崗
- 采頤花園
- 彩虹邨
- 景泰苑
- 龍蟠苑
- 鑽石山站
- 荷里活廣場
- 星河明居
- 悦庭軒
- 現崇山
- 鳳德邨、鳳鑽苑、鳳禮苑

## 著名住客
- 李駿傑：ViuTV藝人、組合MIRROR成員[17]，為出售部分準業主的家人

## 外部連結
- 鑽石山綜合發展區轉「綠置居」 屋苑命名啟鑽苑料5月推售（页面存档备份，存于）
- 房委會物業位置及資料 啟鑽苑（页面存档备份，存于）